# Vzdušné síly Armády České republiky
Vzdušné síly Armády České republiky (VzS AČR) představují vojenské letectvo české armády, působící v rámci Velitelství vzdušných sil v Praze. Letectvo zajišťuje společně s pozemním vojskem hlavní bojovou sílu AČR. Jedná se o nástupce československého letectva, které existovalo v letech 1918 až 1992. Současným velitelem vzdušných sil je generálmajor Petr Čepelka.
Vzdušné síly AČR jsou tvořeny letectvem taktickým (21. základna v Čáslavi), vrtulníkovým (22. základna u Náměště nad Oslavou) a dopravním (24. základna v pražských Kbelích), dále vojskem pozemní protivzdušné obrany a silami a prostředky velení, řízení a průzkumu. Ke dni 1. ledna 2018 disponovala AČR celkem 103 letadly: 38 bojovými a cvičně-bojovými letouny, 15 dopravními, transportními a speciálními letouny a 50 vrtulníky. Stroje určené k výcviku vojenských pilotů provozuje státní podnik LOM Praha v Centru leteckého výcviku na pardubickém letišti. Bezpilotními letouny disponuje 533. prapor bezpilotních systémů.
Mezi hlavní úkoly vzdušných sil patří zajištění nedotknutelnosti vzdušného prostoru České republiky pomocí prostředků vyčleňovaných pro alianční systém NATINAMDS či prostředků národního posilového systému (NaPoSy) protivzdušné obrany. Vzdušné síly také poskytují leteckou podporu pozemním silám, zabezpečují mobilitu vojsk nebo umožňují provedení rychlého manévru. V mírovém stavu se podílejí například na činnosti letecké záchranné služby a letecké pátrací a záchranné služby, působí v rámci Integrovaného záchranného systému a plní úkoly vyplývající z přijatých zákonů a mezirezortních dohod.

## Historie

### Počátky českého vojenského letectví
Prvním českým vojenským pilotem se ještě před vypuknutím první světové války stal Rudolf Holeka, poručík rakousko-uherské armády. Za války pak v rakousko-uherském letectvu sloužilo kolem 500 českých vojáků a několik letců působilo také v dohodových letectvech. V Rusku byl koncem února 1918 zřízen 1. československý letecký a automobilní oddíl čs. legií. Krátce po vzniku samostatného Československa byl dne 1. listopadu 1918 založen Letecký sbor československé armády.

### Československé letectvo (1918–1992)

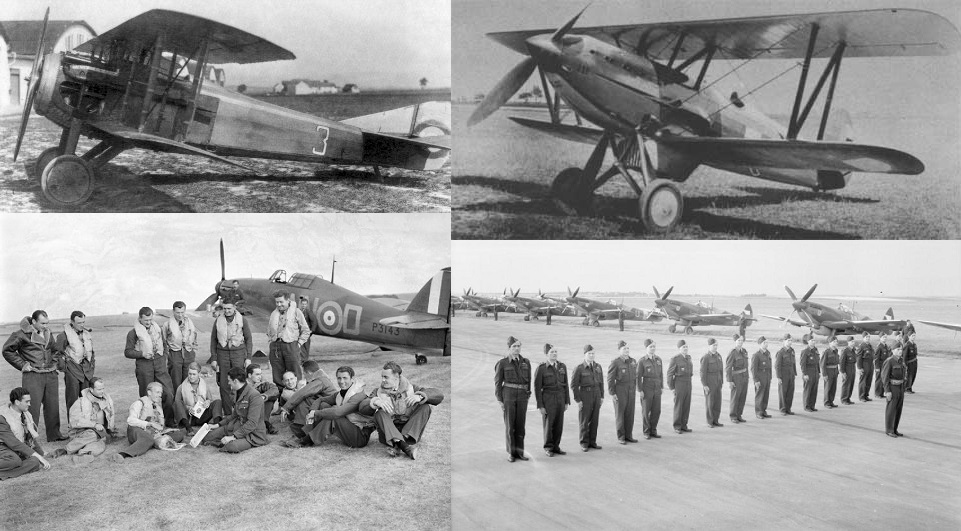
Zleva doprava:
SPAD S.VII Leteckého sboru
Avia B-534, stíhací letoun 30. let
Hurricane 310. perutě – bitva o Británii
Spitfiry na přehlídce v roce 1945

Vojenské letouny Leteckého sboru byly použity k leteckému průzkumu v tzv. sedmidenní válce s Polskem o Těšínsko a také nasazeny v bojích s Maďarskem během maďarsko-československé války v letech 1918 až 1919. Mnichovská dohoda a následná okupace Čech a Moravy znamenaly dočasný zánik letectva na území Československa, s výjimkou Vzdušných zbraní Slovenského státu. Mnozí příslušníci bývalého letectva první republiky bojovali za druhé světové války v exilu. Ve Francii byla 1. června 1940 uzavřena dohoda o zřízení samostatného československého letectva. Po kapitulaci Francie vzniklo ve Velké Británii několik československých perutí v rámci RAF, které byly nasazeny v bitvě o Británii, bitvě o Atlantik nebo bitvě o Normandii.
Ve Slovenském národním povstání v roce 1944 bojovali příslušníci 1. československého stíhacího leteckého pluku spolu s povstaleckými letci. V Sovětském svazu se v roce 1945 stala největší jednotkou československého letectva na východní frontě 1. československá smíšená letecká divize, která se zúčastnila například Ostravské operace. Po skončení války bylo letectvo na českém území obnoveno a po únoru 1948 se dostalo pod kontrolu komunistické strany. V roce 1955 se stalo součástí sil Varšavské smlouvy a bylo přezbrojeno na sovětskou leteckou techniku. Československé letectvo zaniklo s rozpadem federace v roce 1992.

### Vznik českého letectva (1993–2003)

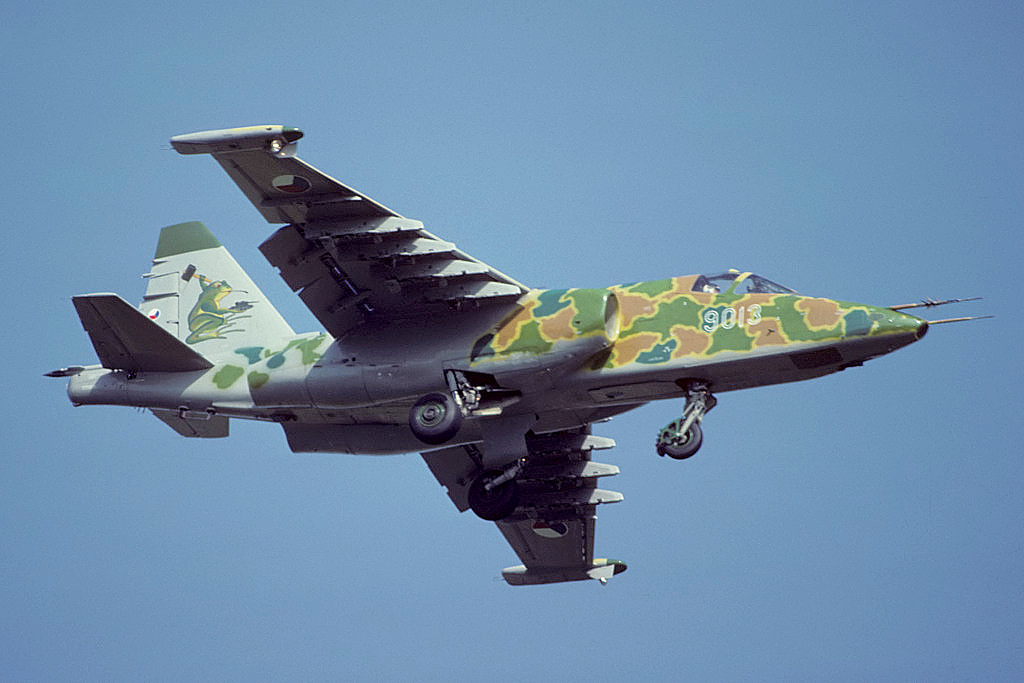
Suchoj Su-25 československého letectva v roce 1992. Poté sloužil v Armádě České republiky.

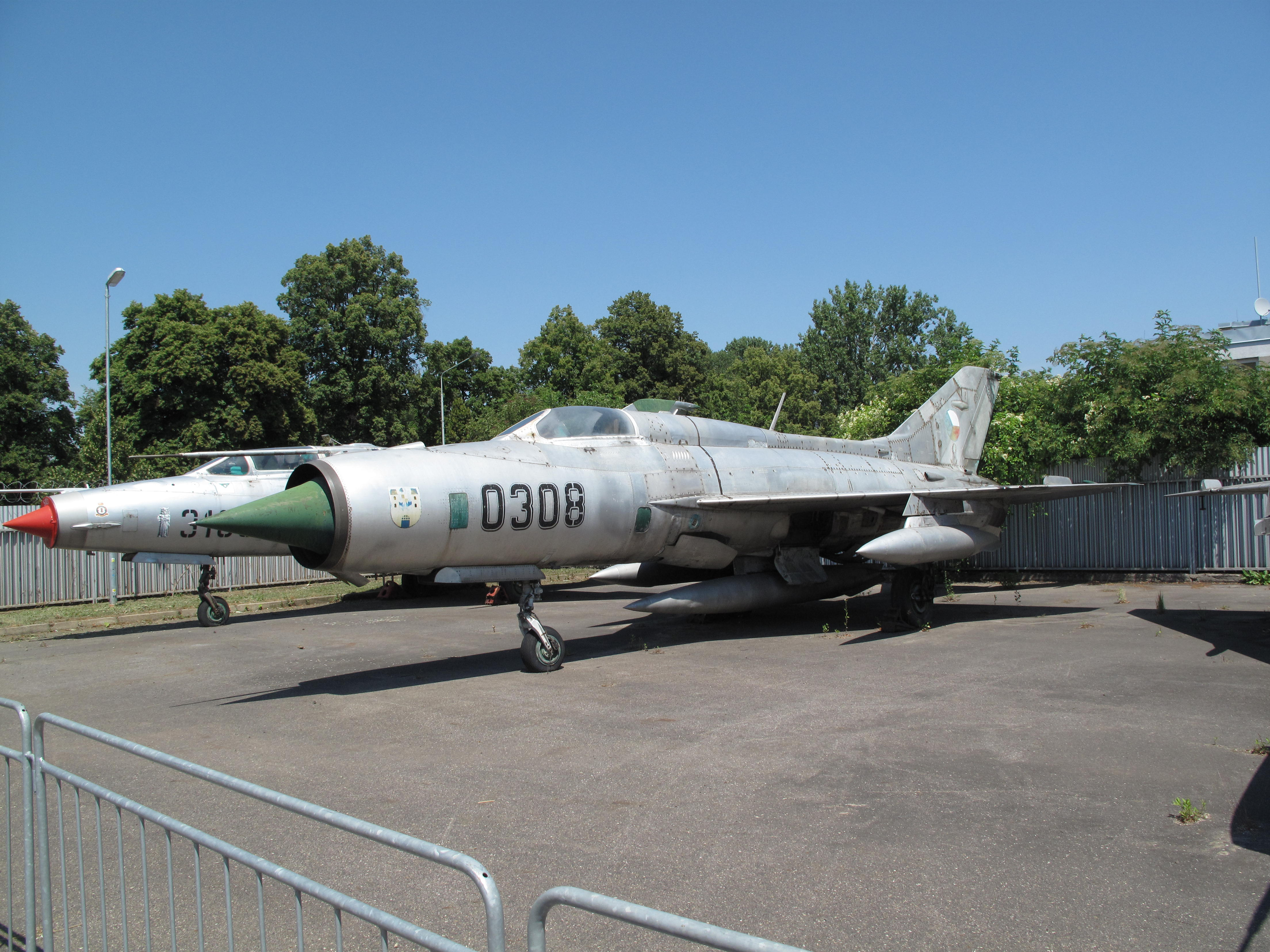
MiG-21PF (0308) vyřazený z výzbroje letectva v roce 1989. Dnes se nachází v Leteckém muzeu Kbely.

Vzdušné síly samostatné České republiky byly vytvořeny po rozpadu České a Slovenské Federativní Republiky. Letectvo a protivzdušná obrana (PVO) byly poté tvořeny smíšeným leteckým sborem, dvěma divizemi PVO, leteckým školním plukem a dopravním leteckým plukem. V jejich výzbroji se nacházely bojové letouny MiG-21, MiG-23, MiG-29, Su-22 a Su-25. Cvičné letouny představovaly domácí stroje L-29 a L-39, vrtulníky byly typu Mi-24, Mi-2, Mi-8 a Mi-17. Ve službě byly také dopravní a transportní letouny Tu-154, Tu-134, An-12, An-26, An-30 a L-410.
Dne 1. července 1997 došlo ke sloučení 3. sboru taktického letectva a 4. sboru protivzdušné obrany a vytvoření Velitelství vzdušných sil ve Staré Boleslavi. Letectvo tak začalo fungovat jako samostatná složka Armády České republiky a v následujících letech prošlo celou řadou dalších organizačních změn. Příslušníci vzdušných sil se po vstupu České republiky do NATO dne 12. března 1999 zapojili jako vůbec první čeští vojáci do činnosti aliance, přičemž od této doby nepřetržitě zabezpečují český vzdušný prostor v rámci hotovostního systému NATINAMDS (NATO Integrated Air and Missile Defence System).

### Společné síly AČR (2003–2013)

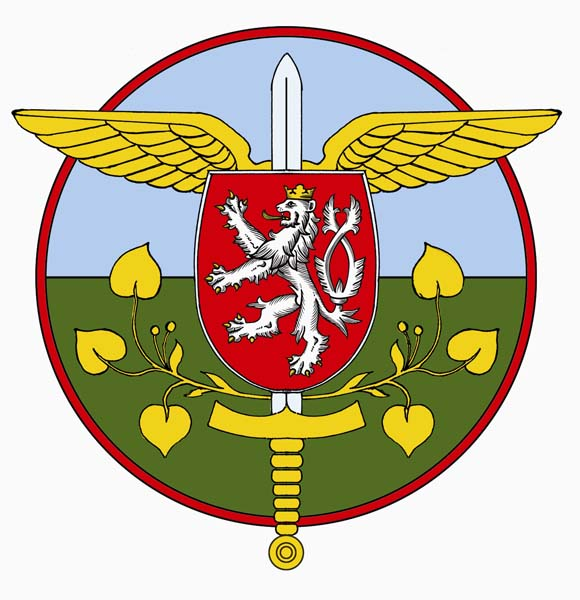
Znak Společných sil AČR

Existence letectva v podobě samostatné složky armády skončila 1. prosince 2003, kdy se spolu s pozemními silami stalo součástí nově vzniklých Společných sil AČR s velitelstvím v Olomouci. Velitel vzdušných sil byl od té doby zároveň jedním ze zástupců velitele Společných sil. Zrušení Velitelství vzdušných sil ve Staré Boleslavi a zřízení Společných sil se setkalo s kritikou řady odborníků. Podle brigádního generála Libora Štefánika patřily mezi největší nedostatky koncepce Společných sil například chybějící štáby pro velitele obou složek armády nebo komplikované rozdělování finančních prostředků, které byly vyčleňovány společně pro letectvo i pozemní síly.

### Samostatné vzdušné síly
1. července 2013 došlo na základě závěrů Bílé knihy o obraně k obnovení samostatných velitelství pozemních a vzdušných sil. Společné síly, resp. jejich velitelství, byly zrušeny 31. října 2013. Jedním z důvodů této reformy byla snaha o úsporu zdrojů. Další organizační změnou bylo ke dni 1. ledna 2014 sloučení 22. základny letectva a 23. základny vrtulníkového letectva, jejichž útvary, personál a technika se staly základem pro 22. základnu vrtulníkového letectva v Sedlci, Vícenicích u Náměště nad Oslavou.
Od 1. září 2022 převzalo letectvo Armády České republiky spolu s polským letectvem odpovědnost za ochranu vzdušného prostoru Slovenska poté, co došlo k vyřazení slovenských strojů MiG-29 dříve, než byly dodány pořizované stroje F-16C.

### Zahraniční mise

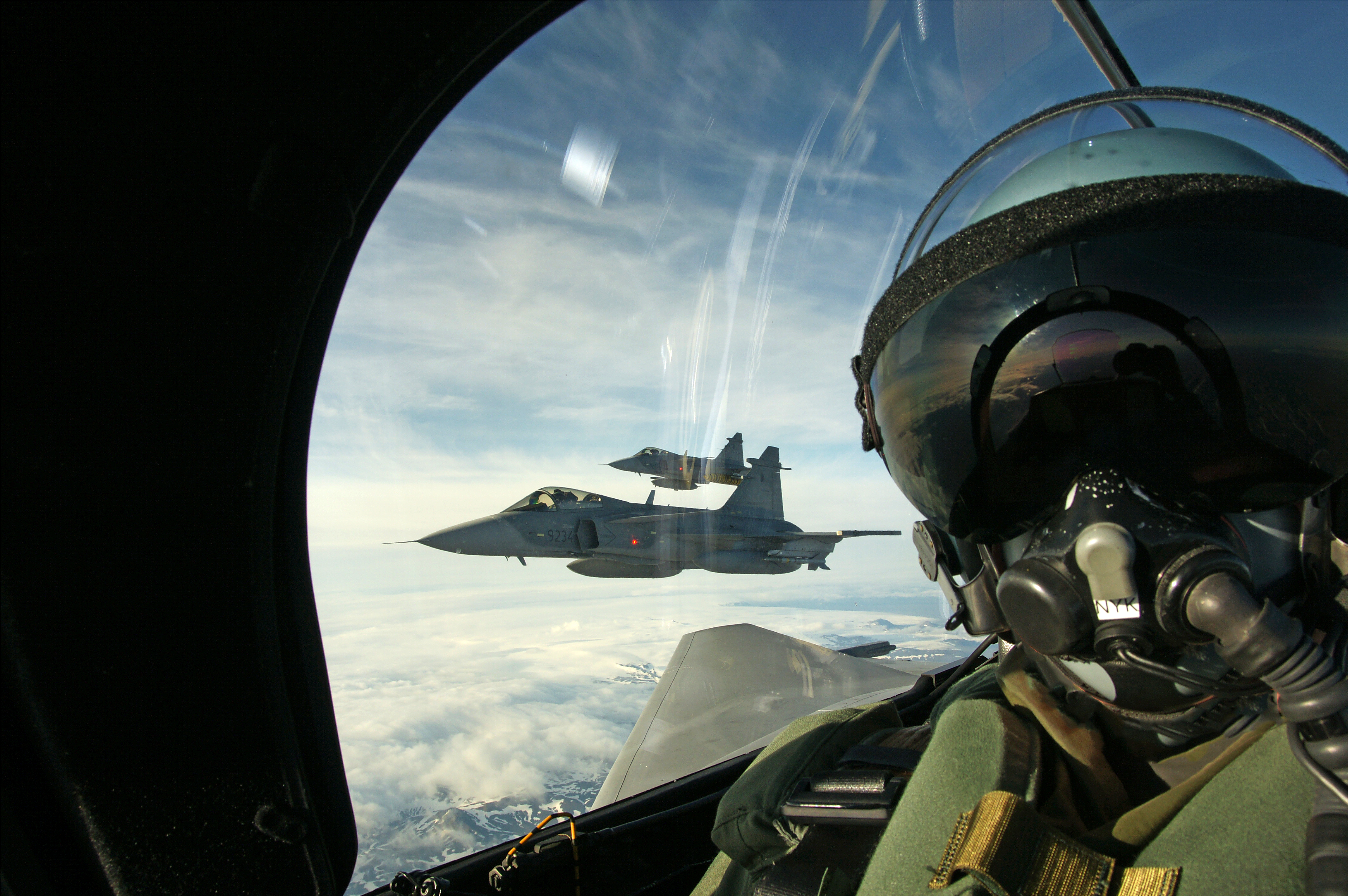
Major Milan Nykodym, zástupce velitele mise na Islandu v r. 2015

Vzdušné síly AČR jsou nasazovány i ve prospěch mírových sil OSN, Severoatlantické aliance nebo dalších zahraničních partnerů. České letectvo se účastnilo misí IFOR, SFOR a SFOR II v Bosně a Hercegovině, operace ISAF v Afghánistánu, mise Baltic Air Policing v letech 2009, 2012, 2019 a 2022 a mise Icelandic Air Policing v letech 2014, 2015 a 2016.
Od 1. listopadu 2013 působí letecký kontingent Vzdušných sil AČR v misi Multinational Force and Observers (MFO) na Sinajském poloostrově. Činnost české letecké poradní skupiny AAT (Air Advisor Team) na mezinárodním letišti KAIA v Kábulu pod hlavičkou Resolute Support Mission v rámci 311. mezinárodní letecké poradní letky byla oficiálně ukončena 29. ledna 2019. Od 1. srpna 2016 do 29. června 2019 působil na letecké základně Balad v Iráku tzv. Letecký poradní tým, jehož úkolem byl výcvik iráckých pilotů a mechaniků letounů L-159. Jeho nástupcem je Výcviková jednotka ALCA.

## Akviziční projekty

### F-35
Úvahy v Česku o koupi F-35 Lightning II se objevily v roce 2016 a dále v roce 2018 poté, co je jako první v roce 2017 od USA získala Izraelská armáda a Norsko. V září 2019 se o možném nákupu zmínil při návštěvě New Yorku předseda vlády Andrej Babiš, on sám zmínil troje jednání s americkými zbrojaři o tom, že chce „skvělou obchodní dohodu, jakou má slíbenou Británie“ (Británie získala F-35B pro letadlovou loď HMS Queen Elizabeth). Vláda Andreje Babiše o nákupu nerozhodla. Odsouvání rozhodnutí zvýhodňovalo Švédy s Gripeny, protože v roce 2027 končil jejich pronájem (resp. 2029 při využití opce) a akviziční řízení nových letadel trvá až 7 let. V červenci 2022 byla ministryně obrany ČR Jana Černochová pověřena vládou Petra Fialy jednáním s USA o možném budoucím nákupu 24 kusů víceúčelových stíhacích letounů F-35A Lightning II, které by měly do roku 2027 (případně 2029) nahradit pronajímané letouny JAS-39C/D Gripen. Dne 27. září 2023 schválila vláda na svém zasedání pořízení letounů F-35A a související výzbroje podle podmínek nabídky vlády USA s předpokládaným dodáním do ČR v letech 2031–2035. K završením nákupu F-35 došlo 29. ledna 2024 podepsáním Memoranda o porozumění mezi Českou republikou a Spojenými státy americkými k projektu pořízení 24 letounů 5. generace F-35 mezi velvyslancem USA Bijanem Sabetem a ministryní Černochovou. Smlouva o nákupu neobsahuje sankce v případě nedodržení lhůt. Nákup kritizoval Andrej Babiš a členové hnutí ANO, Tomio Okamura, Kateřina Konečná.

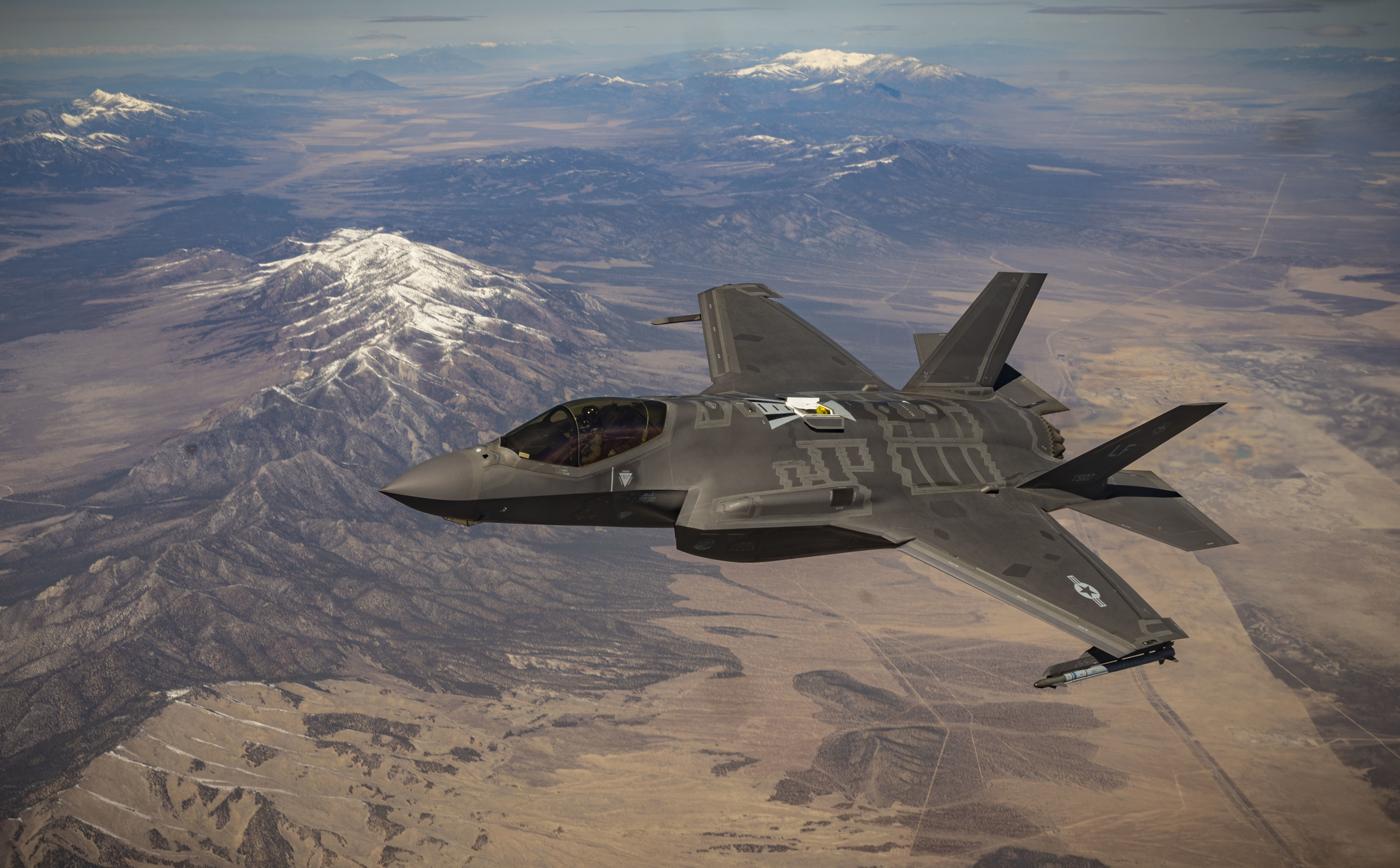
F-35A Lightning II (24 kusů s dodáním do ČR mezi roky 2031–2035)

Armáda ČR sestavila implementační tým, který má zhruba 15 lidí, kteří jsou vyčleněni pouze na program F-35. Dále byly vytvořeny další čtyři týmy, kde jeden je zodpovědný za akvizice (dohled nad splátkami), další je zodpovědný za implementaci z provozního hlediska (školení personálu), třetí za výstavbu nemovité infrastruktury a čtvrtý za bezpečnost projektu. Týmy budou jezdit do USA, přičemž týmy věnující se bezpečnosti už během čtyř až pěti měsíců (po podpisu smlouvy), aby byly informace kolem projektu chráněné. Minimálně dvě skupiny pilotů F-35 budou zkušení piloti z JAS-39 Gripen. Splátkový kalendář je již dán a jsou v něm platby rozložené na 11 let, přičemž do USA bude zaplaceno 106 miliard českých korun a dalších 44 miliard zůstane v ČR (DPH a výstavba nemovité infrastruktury).
Na nemovitou infrastrukturu je zpracován harmonogram a bude vysoutěžena firma, která zpracuje projektovou dokumentaci a která se potom bude podílet i na výstavbě. Rekonstrukce pojížděcích ploch v Čáslavi by proběhla i bez ohledu na letoun F-35, protože od výstavby v 50. letech ještě žádná velká rekonstrukce vzletové a přistávací dráhy neproběhla. Pak začne výstavba areálu pro F-35 (místo pro letouny, piloty, personál). Zabezpečení základny zůstane stejné, nový areál bude mít vyšší zabezpečení. Byla uzavřena smlouva o průmyslové spolupráci s 11 projekty se společností Lockheed Martin a 3 projekty s firmou Pratt&Whitney v celkové výši 15,3 miliardy korun. Podílet se na nich bude 13 českých podniků a univerzit, které se zapojí ve čtyřech oblastech: výroba komponent, výzkum a vývoj, pilotní výcvik a údržba, servis a opravy F-35.
Prvních šest stíhaček převezme armáda v roce 2029 v USA, protože v USA bude první dva roky probíhat výcvik pilotů i technického personálu. Dalších šest letounů bude v roce 2031. Koncem roku 2031 přeletí letouny z USA do Česka a od roku 2032 bude další výcvik probíhat již zde. Dalších 12 letadel bude dodáno po 4 kusech v roce 2032, 2033, 2034. Obě letky budou umístěné v Čáslavi.

## Struktura

### Velitelství
Vzdušné síly AČR jsou podřízeny Velitelství vzdušných sil v Praze, respektive Generálnímu štábu AČR.

### Jednotky a výzbroj
Hlavní útvary Vzdušných sil AČR a jejich výzbroj (k 1. září 2023):
Jednotky bojové podpory:
 24. základna dopravního letectva
 25. protiletadlový raketový pluk
 26. pluk velení, řízení a průzkumu

Jednotky bojového zabezpečení:
 Správa letiště Pardubice
| Jednotka                                           | Výzbroj                                                        |
| -------------------------------------------------- | -------------------------------------------------------------- |
| 21. základna taktického letectva, Čáslav           |                                                                |
| - 211. taktická letka                              | 12 JAS-39C Gripen, 2 JAS-39D Gripen                            |
| - 212. taktická letka                              | 14 L-159A ALCA, 2 L-159T1+                                     |
| - 213. výcviková letka                             | 2 L-159A ALCA, 3 L-159T1+, 3 L-159T2                           |
| 22. základna vrtulníkového letectva, Sedlec        |                                                                |
| - 221. vrtulníková letka                           | 4 AH-1Z Viper, 8 UH-1Y Venom                                   |
| - 222. vrtulníková letka                           | 15 Mi-171Š                                                     |
| 24. základna dopravního letectva, Praha-Kbely      |                                                                |
| - 241. dopravní letka                              | 2 A319CJ                                                       |
| - 242. transportní a speciální letka               | 4 C-295M, 2 C-295MW, 4 L-410UVP-E, 2 L-410FG                   |
| - 243. vrtulníková letka                           | 1 Mi-8S, 5 Mi-17, 10 W-3A Sokol                                |
| 25. protiletadlový raketový pluk, Strakonice       |                                                                |
| - 251. protiletadlový raketový oddíl               | 4 baterie 2K12 KUB (1 baterii tvoří 1 komplet)                 |
| - 252. protiletadlový raketový oddíl               | 2 baterie RBS-70 NG a 2 baterie RBS-70 (8 kompletů na baterii) |
| 26. pluk velení, řízení a průzkumu, Stará Boleslav | radiolokační výzbroj                                           |
| Správa letiště Pardubice                           | letadla CLV provozovaná s. p. LOM Praha                        |

## Letecké základny

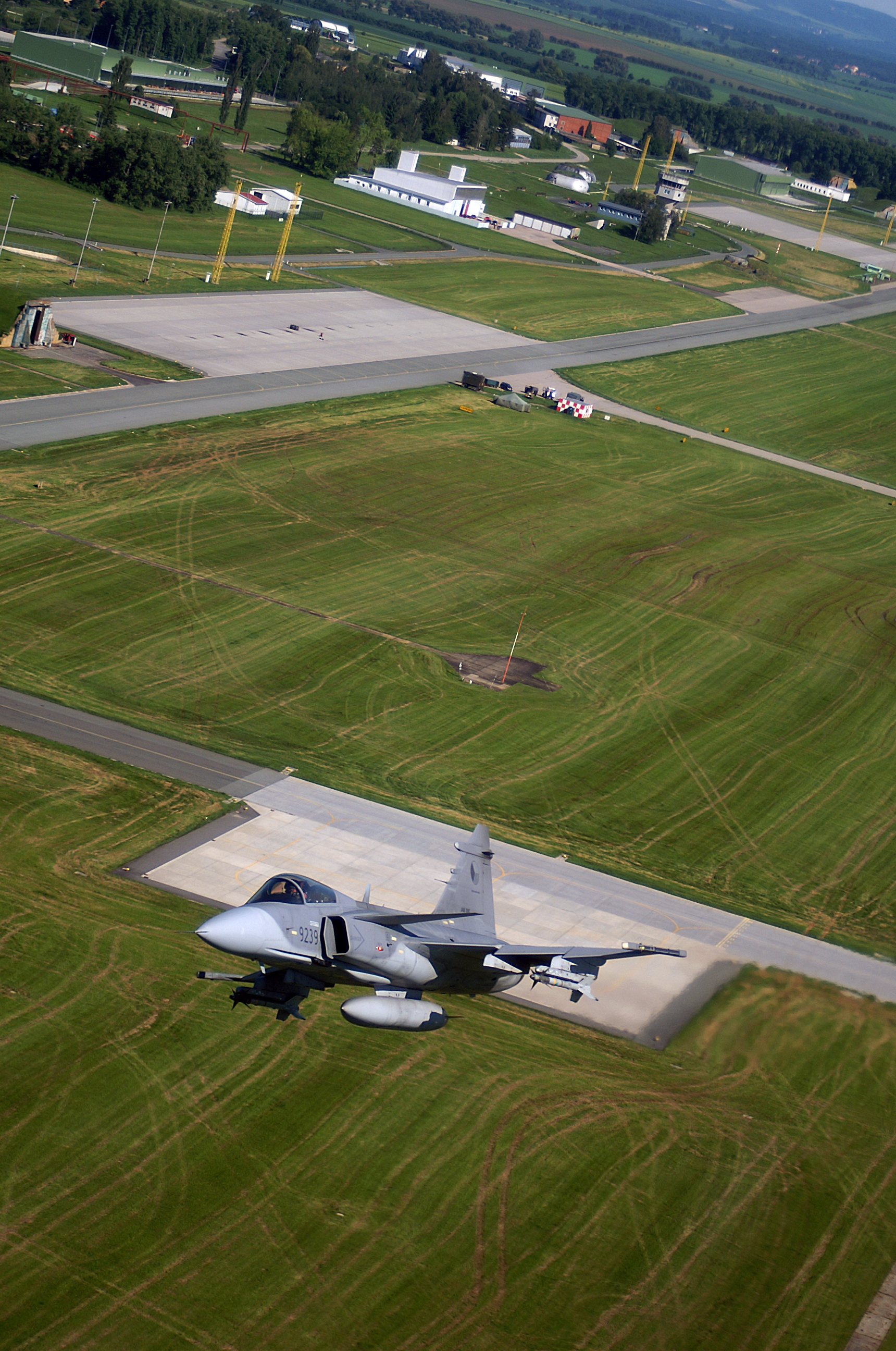
Gripen startující z čáslavské základny

### Vojenská letiště
Letiště Čáslav (Chotusice) je sídlem 21. základny taktického letectva „Zvolenské“. Letiště bylo vybudováno v letech 1952 až 1958. Vzhledem k významu této jediné základny bojových letounů v České republice, zabezpečující ochranu vzdušného prostoru v rámci hotovostního systému NATINAMDS, prošlo letiště rozsáhlou modernizací v souladu se standardy Severoatlantické aliance. Infrastruktura základny je uzpůsobena pro provoz nadzvukových letounů Gripen, a to včetně simulačních technologií a opravárenských zařízení.
Na letišti Náměšť nad Oslavou (Sedlec) se nachází 22. základna vrtulníkového letectva „Biskajská“. Letiště vzniklo v letech 1956 až 1960 jako záložní plocha a následně z něj působily jednotky bitevního a bombardovacího letectva Československé lidové armády. Po vstupu České republiky do NATO byla zastaralá infrastruktura tehdejší 22. základny letectva modernizována. Od roku 2008 zde působila vrtulníková letka se stroji Mil Mi-24 a výcviková letka s letouny Aero L-39 Albatros. Počínaje prosincem 2013 provozuje základna pouze vrtulníky, neboť Albatrosy byly přesunuty do Čáslavi a v Náměšti je vystřídaly vrtulníky Mi-171Š z rušené základny v Přerově. Na letišti se od roku 2023 nachází výcvikové středisko společnosti LOM Praha pro stroje systému H-1. V případech výluky provozu letiště v Čáslavi zajišťuje působení letounů JAS-39 a L-159. Základna je schopna zajišťovat podporu také strojům aliančních partnerů například v rámci mezinárodních cvičení.

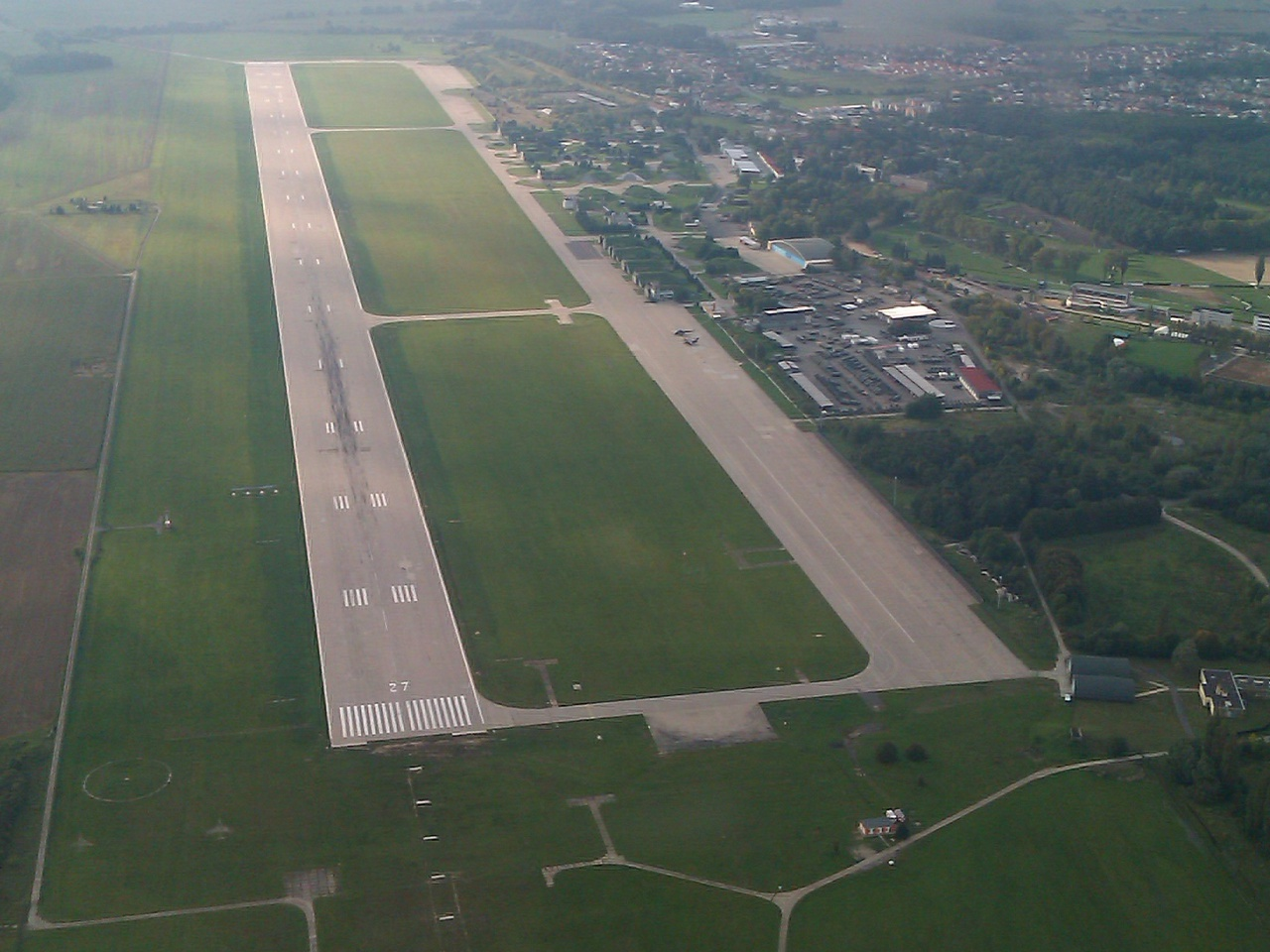
Letiště Pardubice

Letiště Pardubice využívá Centrum leteckého výcviku státního podniku LOM Praha, které od dubna 2004 provádí kompletní výcvik pilotů Vzdušných sil Armády České republiky. Dráhový systém základny se vyznačuje značnou únosností, což umožňuje přistání velkokapacitních transportních letounů. Letiště rovněž slouží jako záložní v případě omezení provozu v Čáslavi nebo Náměšti. Zabezpečení letového provozu zajišťuje Správa letiště Pardubice a v případě potřeby i pardubický 14. pluk logistické podpory. V rámci zajištění schopností působit v případě výluk ostatních základen projde letiště v letech 2023-2025 k rekonstrukci infrastruktury.
Z letiště Praha-Kbely operují stroje 24. základny dopravního letectva „T. G. Masaryka“. Historické letiště bylo ve Kbelích vybudováno již v roce 1918, přičemž od roku 1945 zde působí především dopravní letouny. Mezi hlavní úkoly základny patří transport vojenských jednotek a materiálu, přeprava ústavních činitelů a působení ve prospěch IZS. Základna sice neprošla zásadní modernizací, nicméně vzhledem k její strategické poloze v blízkosti hlavního města s ní armáda počítá i do budoucna. Roku 2023 došlo k dokončení nahrazení staršího systému přesného přístrojového přiblížení pro navádění letadel na základně ve Kbelích, ostatní tři aktivní letiště již nový sytém obdržely v předchozích letech.

### Záložní letiště
Kromě čtyř aktivních vojenských letišť v Čáslavi, Náměšti nad Oslavou, v Praze Kbelích a v Pardubicích armáda v roce 2016 evidovala dalších pět bývalých vojenských základen jako záložní letiště – Bechyně, Chrudim, Líně, Prostějov a Přerov. V říjnu 2017 informovali náčelník generálního štábu Josef Bečvář a ministr obrany Martin Stropnický o návratu armády na letiště Karlovy Vary, se kterým AČR počítá jako s jedním ze záložních letišť s detašovaným pracovištěm vzdušných sil.

### Stanoviště letecké záchranné služby
Část letiště Plzeň-Líně využívá 243. vrtulníková letka pro stanoviště letecké záchranné služby (LZS) s vrtulníkem W-3A – tzv. Kryštof 07. Útvar zajišťuje LZS ve dne pro Plzeňský a Karlovarský kraj a v noci pro celé území České republiky. Na základě rozhodnutí vlády zabezpečovaly vzdušné síly od 1. ledna 2017 LZS i v Jihočeském kraji, přičemž namísto dosavadního stanoviště vrtulníku Kryštof 13 na heliportu letiště České Budějovice armáda využívala letiště Bechyně v areálu posádky 15. ženijního pluku. Od 1.1.2021 převzala Kryštof 13 opět soukromá služba DSA z Letiště České Budějovice, která využívá vrtulník Eurocopter EC 135.

## Letecká technika

### Stíhací letouny
Jediným typem nadzvukového stíhacího letounu ve výzbroji českého letectva je od roku 2005 Saab JAS-39 Gripen. Ve výzbroji 211. taktické letky 21. základny taktického letectva v Čáslavi se nachází 14 Gripenů, z toho 12 jednomístných bojových JAS-39C a 2 dvoumístné cvičně-bojové JAS-39D. Česká republika má tyto stíhačky v pronájmu od Švédska až do roku 2027 a dle smlouvy je může používat k mírovým i bojovým účelům, včetně plnění závazků v rámci NATO. Stroje byly původně pořízeny pouze v konfiguraci pro ochranu vzdušného prostoru, tzv. Air Policing. Operační schopnosti českých Gripenů však byly postupně zvyšovány a v březnu 2018 byla dokončena jejich modernizace, která zahrnovala mimo jiné integraci laserem naváděných pum a zaměřovacích kontejnerů.

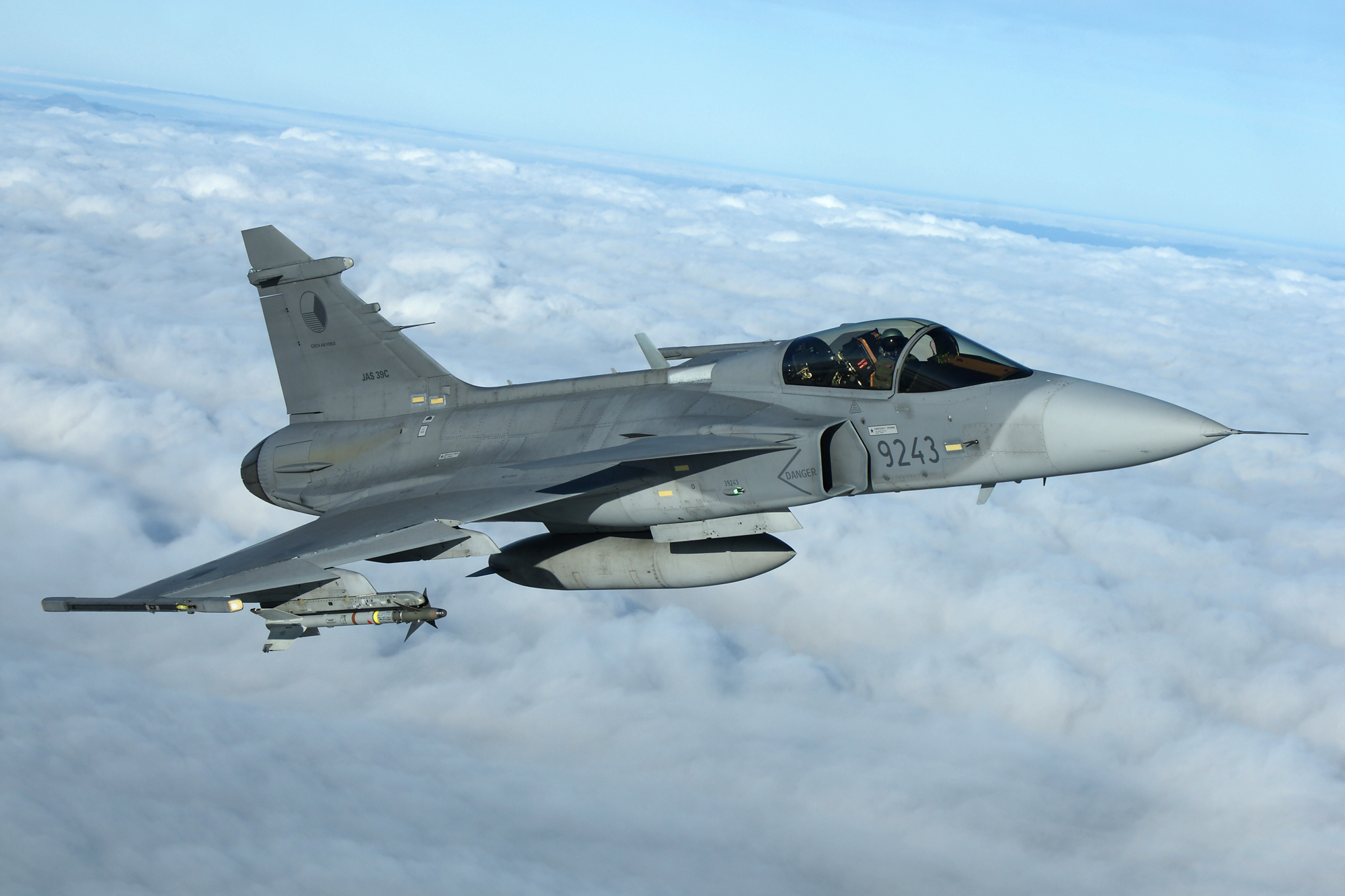
JAS-39C Gripen
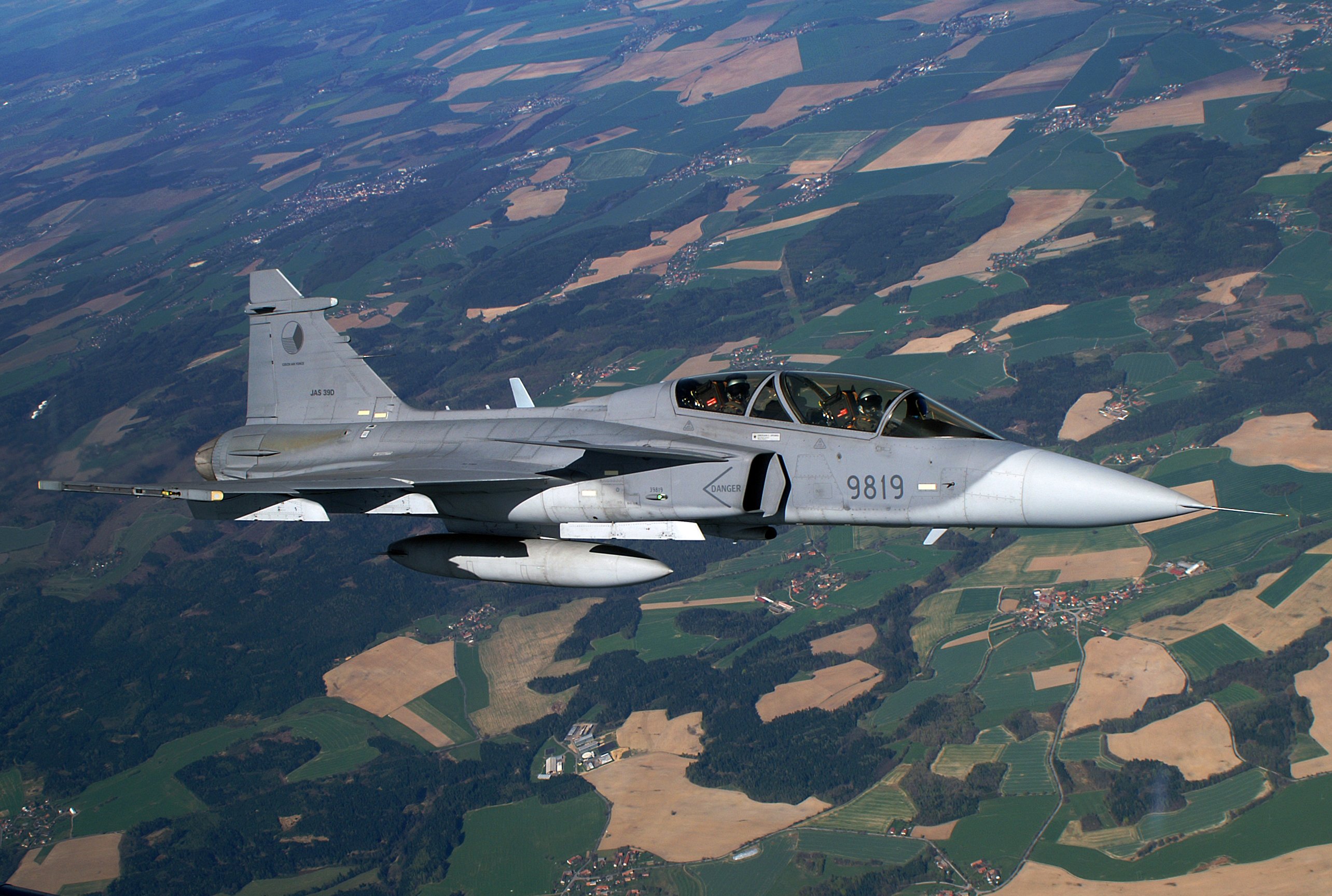
JAS-39D Gripen

### Lehké bojové a cvičné letouny
Nejpočetnějšími bojovými letouny českých vzdušných sil jsou lehké bitevní letouny Aero L-159 ALCA, zavedené do výzbroje v roce 2000 a dodané v počtu 72 kusů, z nichž byla většina odprodána nebo přestavěna na dvoumístné stroje. Čáslavská 212. taktická letka provozuje 14 jednomístných letounů verze L-159A (další 2 jsou zařazeny u výcvikové letky), které prošly dílčí modernizací spočívající především ve vylepšení přístrojového vybavení.
K pokračovacímu a bojovému výcviku pilotů taktického letectva slouží dvoumístné cvičné verze letounů ALCA. Ve stavu 213. výcvikové letky na čáslavské základně se kromě 2 strojů L-159A nachází 3 letouny L-159T1 (vznikly přestavbou nadpočetných L-159A; průběžně modernizovány na verzi L-159T1+) a 3 letouny L-159T2 (na rozdíl od L-159T1 si zachovávají schopnosti lehkého bojového letounu). Letouny L-159T2 byly oficiálně předány 4. června 2019 jako náhrada posledních 3 provozuschopných Aero L-39ZA Albatros. Poslední let L-39ZA u 213. výcvikové letky se uskutečnil 19. června 2019 a poté byly Albatrosy definitivně odstaveny. S provozem strojů L-159 se počítá do roku 2035, kdy mají být nahrazeny stroji F-35A.
Základní letecký výcvik vojenských pilotů zajišťuje vlastními prostředky a leteckou technikou Centrum leteckého výcviku státního podniku LOM Praha na letišti Pardubice.

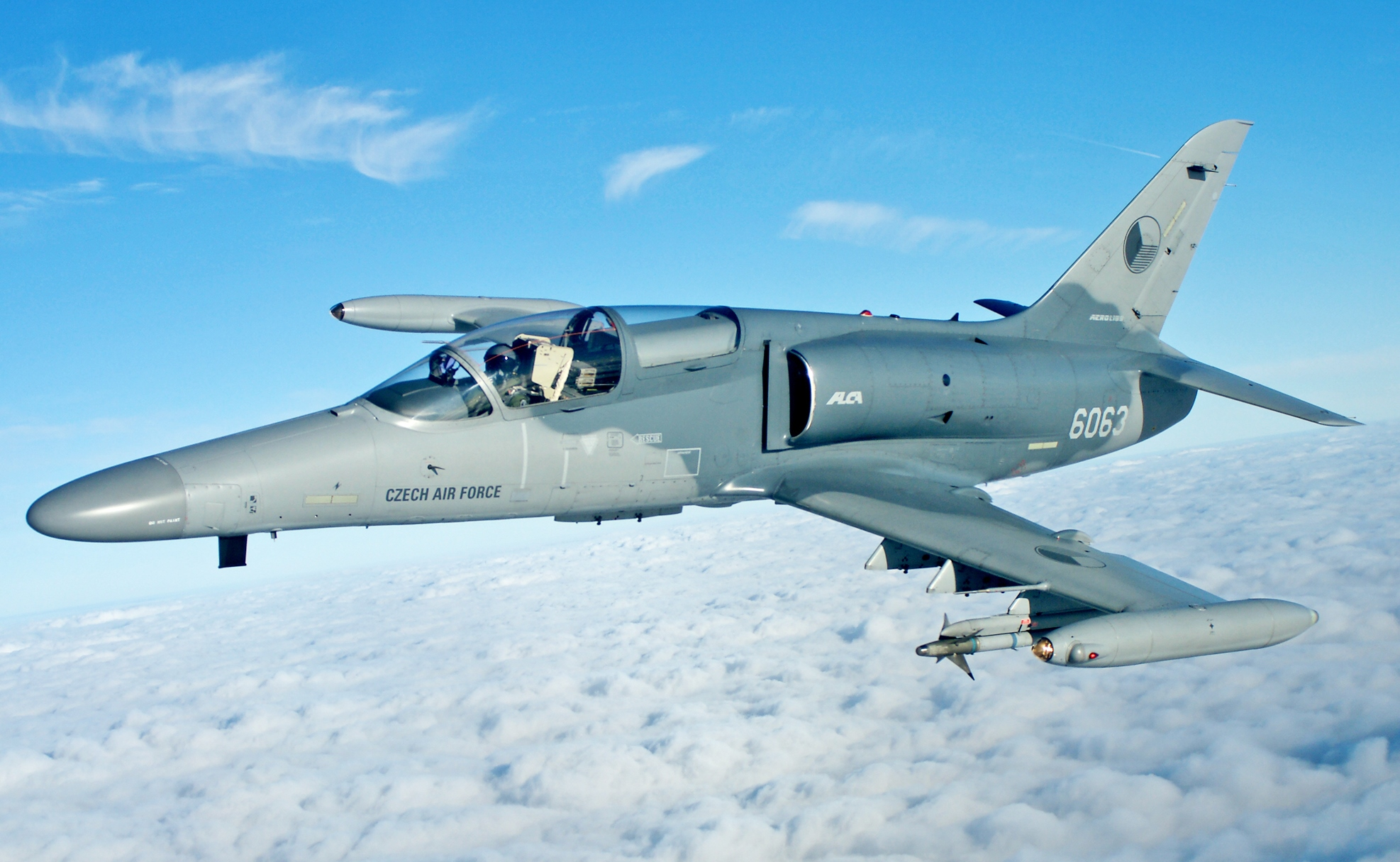
L-159A ALCA
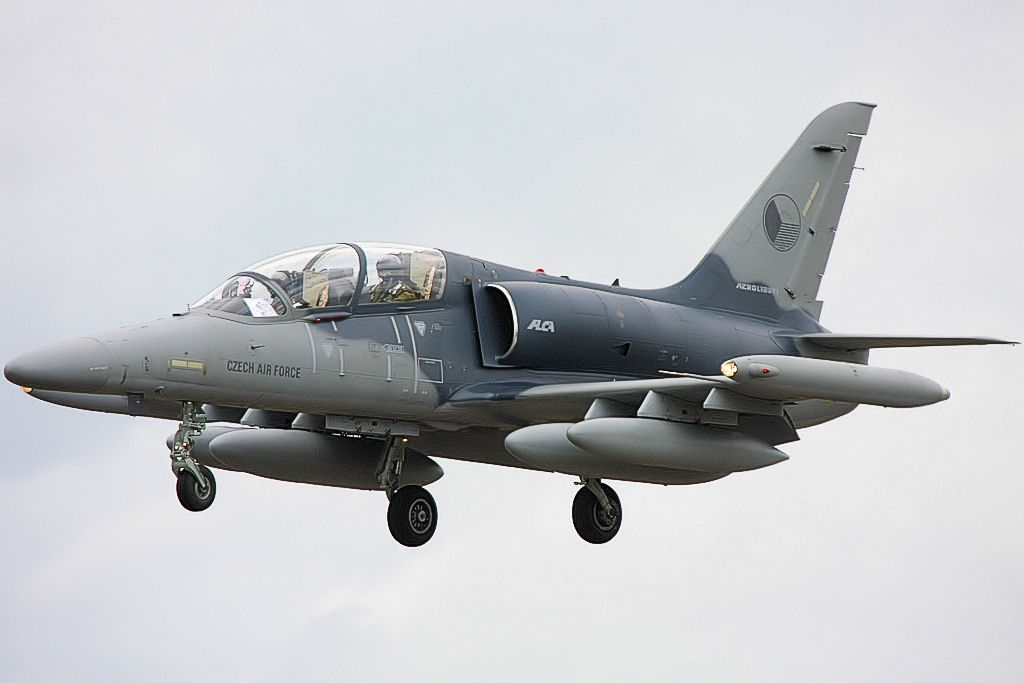
L-159T1

### Dopravní a transportní letouny
Na kbelské 24. základně dopravního letectva slouží v řadách 241. dopravní letky 2 dopravní letouny Airbus A319CJ, jejichž hlavním úkolem je zabezpečení letecké přepravy příslušníků AČR, ústavních činitelů, zahraničních delegací nebo pacientů v režimu MEDEVAC. Provoz jediného dopravního letounu Bombardier CL-601 Challenger byl ukončen v polovině srpna 2021. Se dvěma dopravními letouny Jakovlev Jak-40 se vzdušné síly slavnostně rozloučily 2. září 2020.
Podle Koncepce výstavby AČR měly být do roku 2025 Jakovlevy nahrazeny typem schopným rozšířit přepravní kapacity ve prospěch pozemních sil a budovaného výsadkového pluku, konkrétně dvěma stroji Airbus (dříve CASA) C-295MW. Společnost Airbus Defence and Space nabídla možnost nákupu dvou nových skladových letounů C-295MW v letech 2020–2021 za 2,7 mld. Kč s DPH; smlouva byla podepsána 16. prosince 2019 a oba stoje byly dodány do července 2021. Ministerstvo obrany v roce 2019 rovněž plánovalo akvizici letounu kategorie business jet ve VIP konfiguraci pro přepravu ústavních a vládních činitelů, ale tuto smlouvu se nepodařilo podepsat.

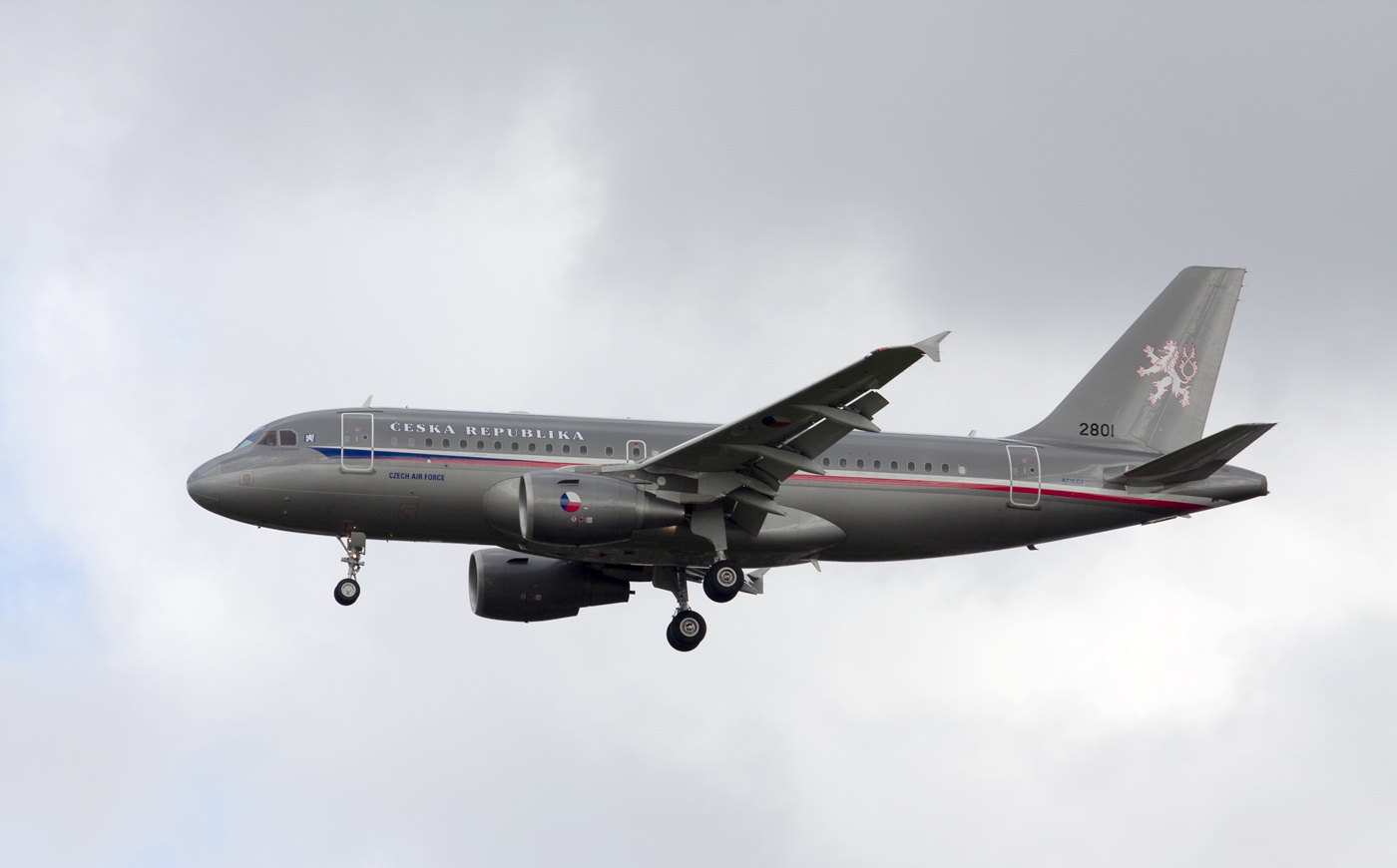
A319CJ

Transportní letouny českého letectva představuje 6 letounů CASA C-295 (4 verze C-295M a 2 C-295MW) a 4 letouny L-410UVP-E Turbolet, které zajišťují přepravu vojsk a materiálu, vzdušné výsadky nebo odsun raněných. Ve stavu 242. transportní a speciální letky z letiště Praha-Kbely je doplňují 2 speciální (fotogrammetrické) letouny L-410FG pro letecké snímkování, vzdušný průzkum a kalibrování radiotechnických systémů.
Dva Turbolety transportní verze UVP-T byly v roce 2013 odstaveny z provozu, načež jejich místo zaujaly dva letouny verze UVP-E, které byly za tímto účelem opatřeny širšími bočními vraty, podélnými lavicemi a systémem pro seskoky výsadkářů. Zbylé dva stroje UVP-E létají v konfiguraci pro přepravu VIP. Letouny C-295M podstoupily v letech 2019 až 2021 modernizační program na standard shodný s novými C-295MW. V říjnu 2023 vláda schválila zahájení jednání se společností Embraer s cílem pořízení dvou strojů C-390 Millenium. Nákup dvou letounů C-390 byl vládou schválen  2. listopadu 2024 s pravděpodobným dodáním během roku 2025.

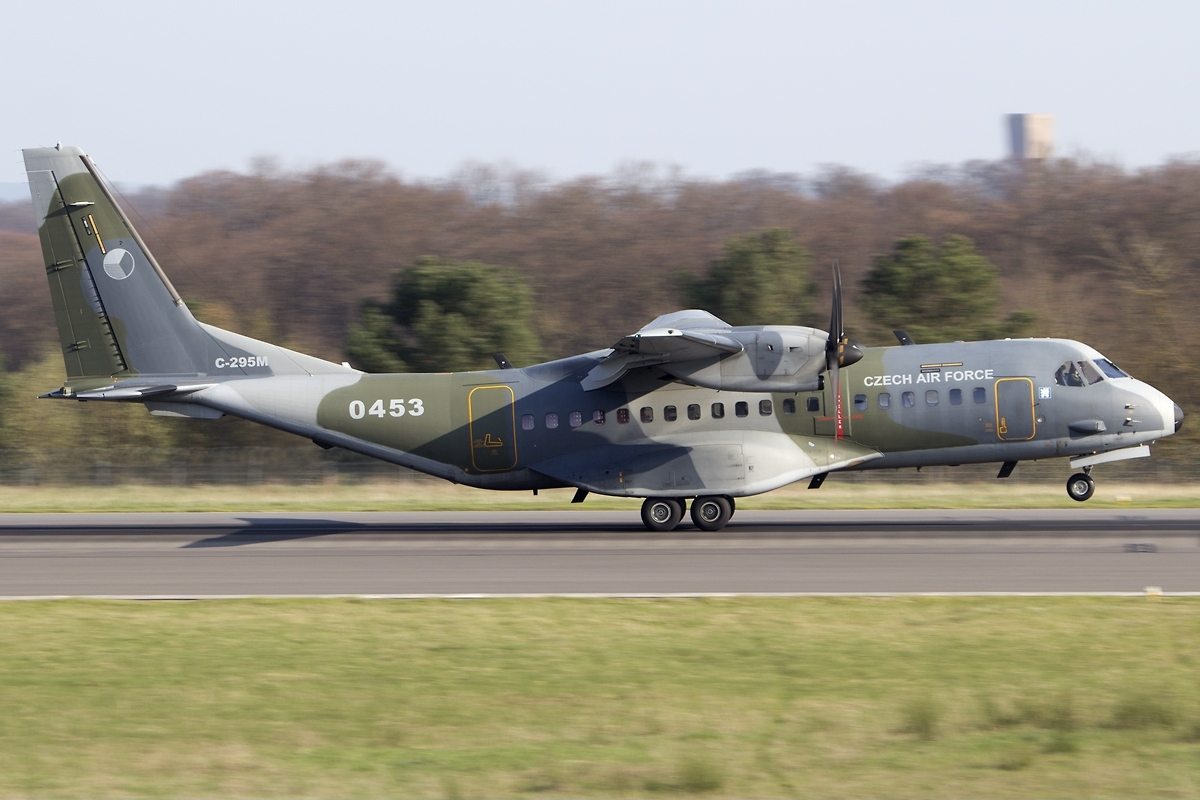
C-295M
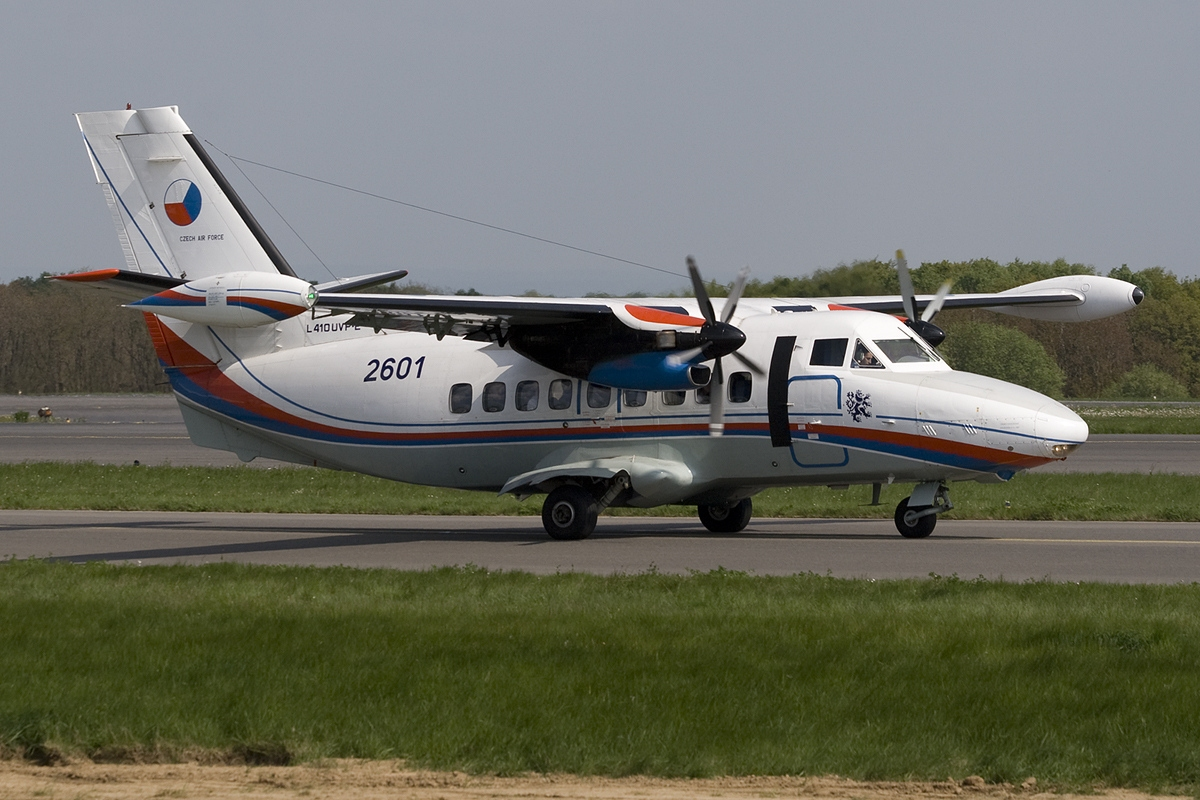
L-410UVP-E
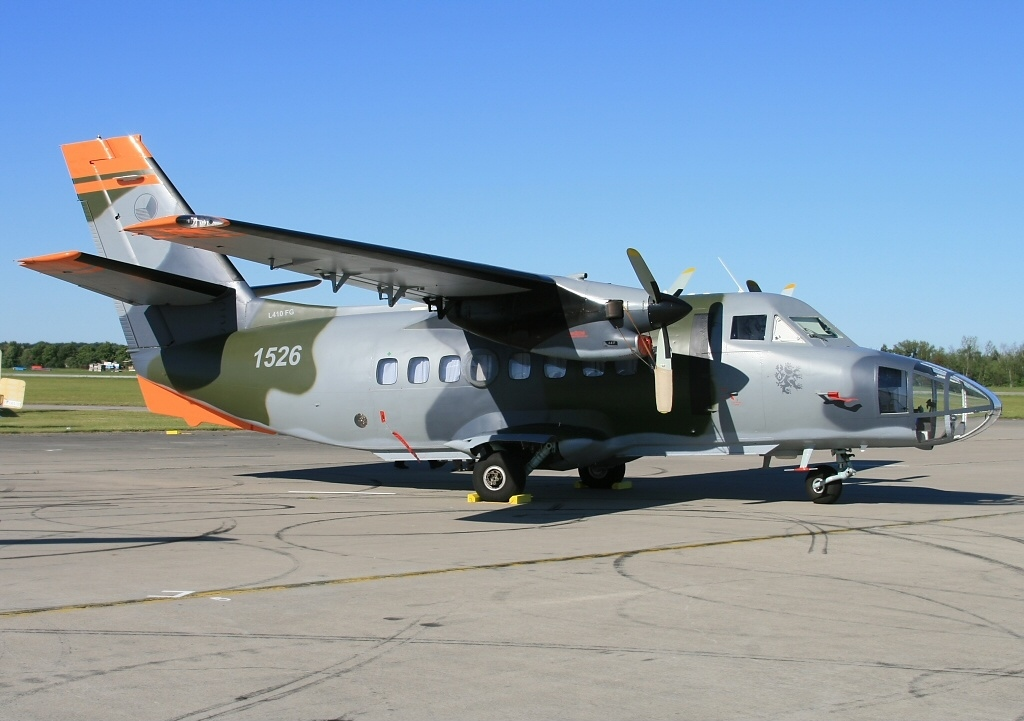
L-410FG

### Vrtulníky
Vrtulníky pro bojovou podporu pozemních sil operují z 22. základny vrtulníkového letectva, jejímž sídlem je Sedlec, Vícenice u Náměště nad Oslavou. Přezbrojení 221. vrtulníkové letky z bitevních vrtulníků Mil Mi-24V (Mi-35 dle ruského exportního označení) na americké vrtulníky systému H-1 začalo na konci července 2023. Po dodání všech objednaných strojů bude letka disponovat 10 bitevními vrtulníky Bell AH-1Z Viper a 10 víceúčelovými vrtulníky Bell UH-1Y Venom. Stroje Mi-24 sloužily v československém a českém letectvu 45 let. Armáda se s nimi slavnostně rozloučila 14. října 2023 na náměšťské základně.

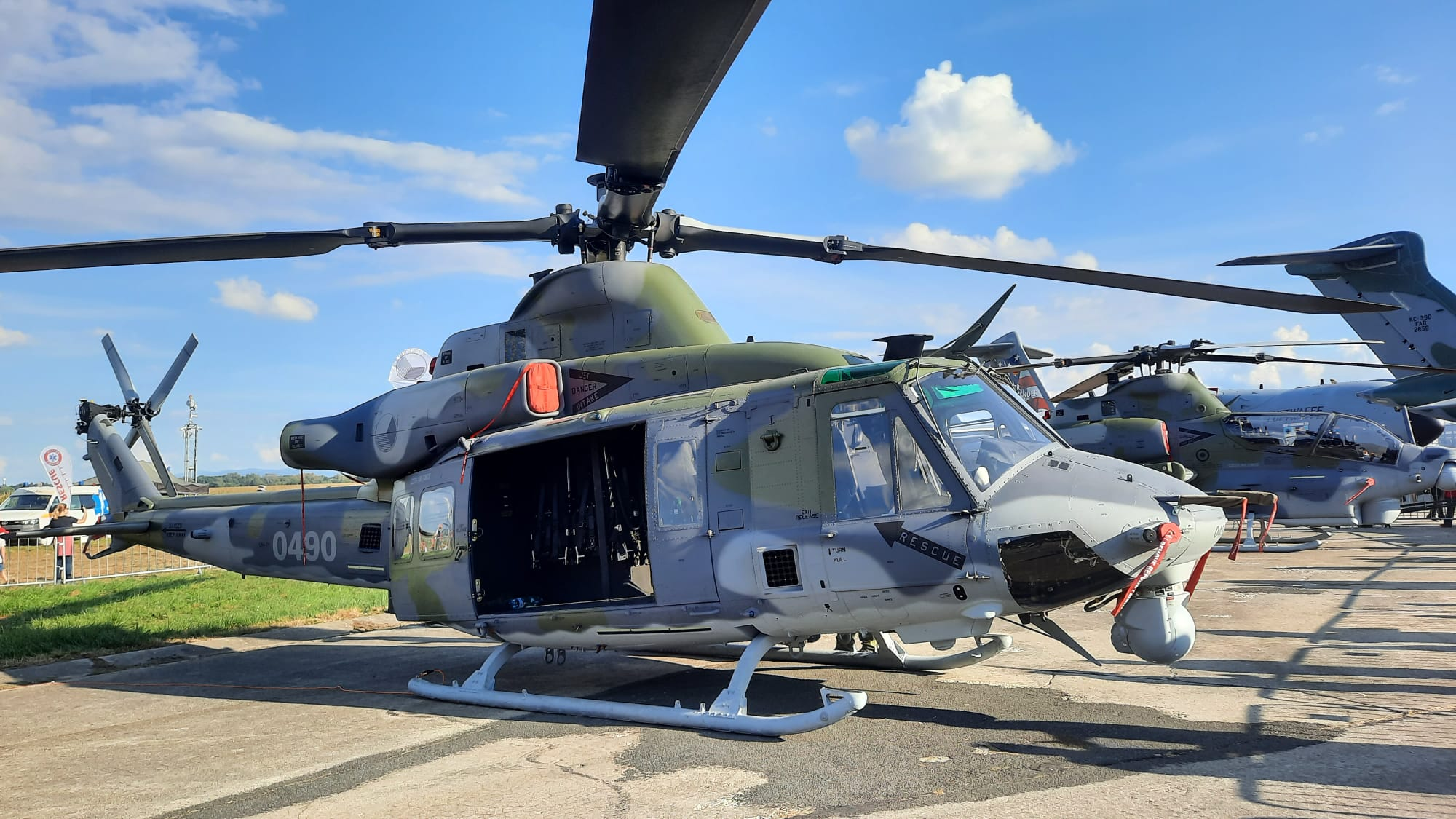
UH-1Y Venom
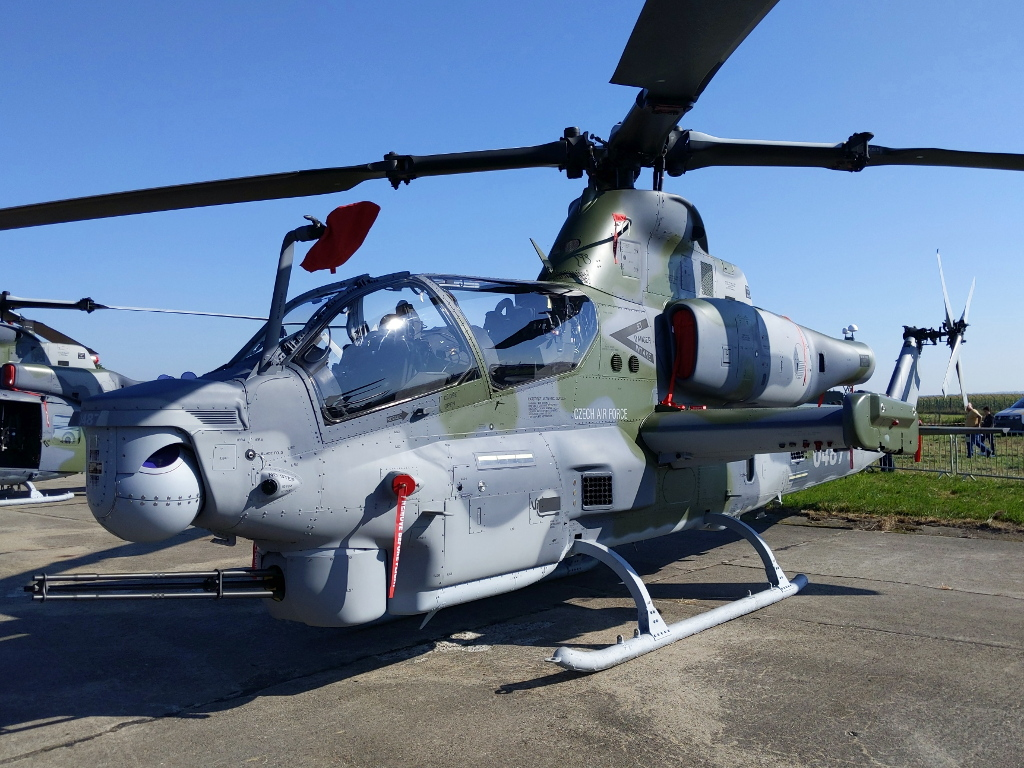
AH-1Z Viper

222. vrtulníková letka disponuje 15 transportními vrtulníky Mil Mi-171Š, z toho 8 ve verzi s dvoudílnými vraty nákladní kabiny a 7 se sklopnou rampou. „Rampové“ vrtulníky byly komplexně modernizovány (na verzi Mi-171ŠM) v souvislosti s nasazením v Afghánistánu a působením ve prospěch Leteckého odřadu speciálních operací (LOSO), který je součástí 222. vrtulníkové letky. Pro splnění podmínek Eurocontrol proběhl po roce 2020 upgrade avionických a radionavigačních systémů i vrtulníků Mi-171Š ve verzi s vraty. S ukončením provozu strojů Mi-171Š/ŠM armáda počítá až v letech 2030–2035.

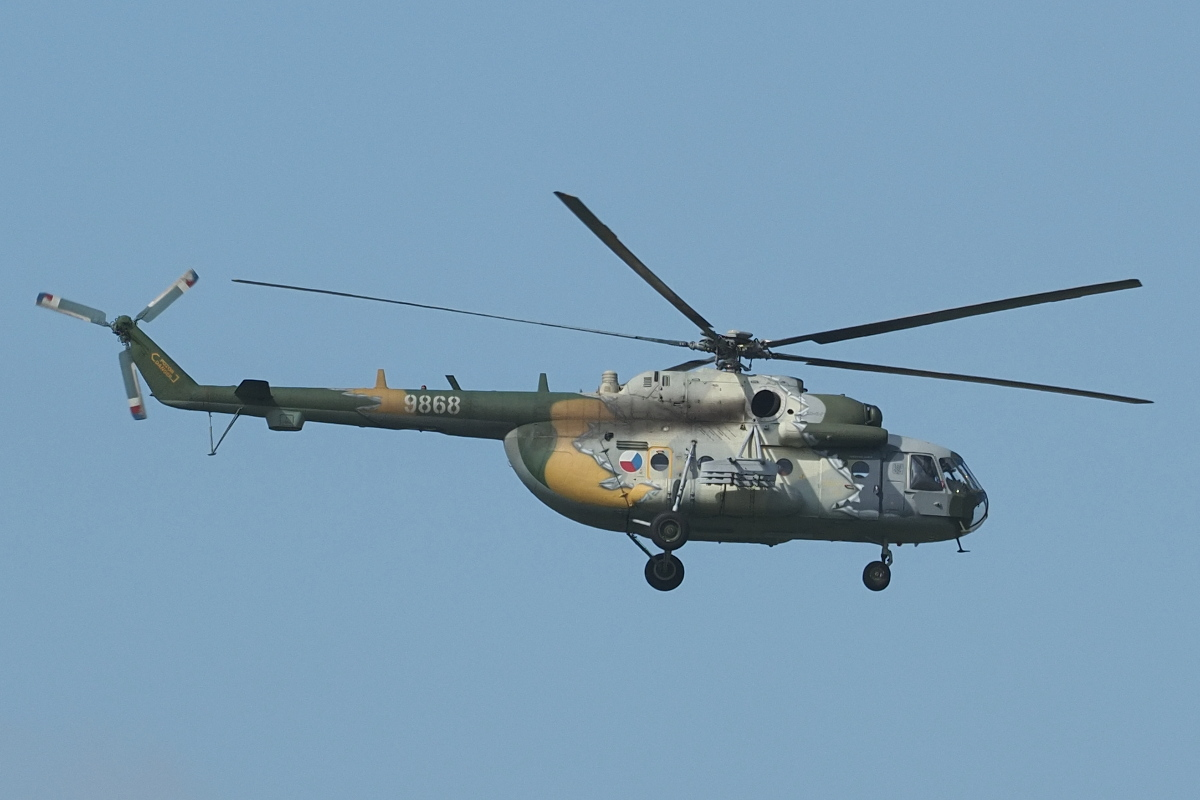
Mi-171Š (s vraty)
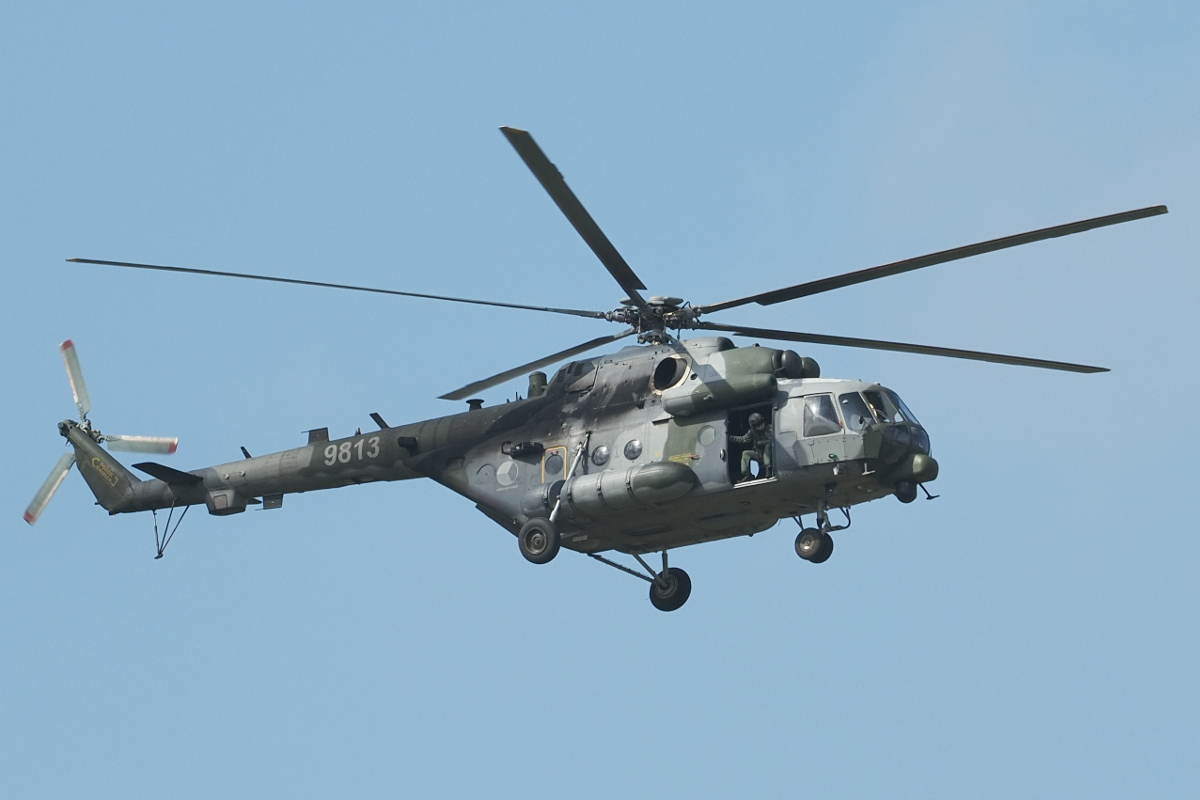
Mi-171ŠM (s rampou)

Letecký arzenál 243. vrtulníkové letky 24. základny dopravního letectva představují 1 „salónní“ vrtulník Mil Mi-8S, 5 transportních vrtulníků Mil Mi-17 a 10 víceúčelových vrtulníků PZL W-3A Sokol (4 v transportní a 6 v záchranné konfiguraci). Kromě přepravních letů zajišťuje 243. vrtulníková letka leteckou záchrannou službu s vrtulníkem W-3A na letišti Plzeň-Líně (stanice Kryštof 07), zatímco na letišti Praha-Kbely drží nepřetržitou službu pátrání a záchrany (SAR) s vrtulníkem Mi-17. Vrtulníky letky rovněž zabezpečují pohotovost k přepravě pro Institut klinické a experimentální medicíny a pro nasazení příslušníků Vojenské policie nebo Policie České republiky. Všech pět vrtulníků Mi-17 243. letky bylo podle smlouvy s LOM Praha do konce března 2021 zmodernizováno. V rámci náhrady vyřazovaných salónních Mi-8S došlo v letech 2022 a 2023 k úpravě dvou Mi-17 na variantu vhodnou pro přepravu VIP, vojskové zkoušky upraveného stroje úspěšně proběhly v říjnu 2023. Stroje nově umožňující umístění až 15 sedadel v upravené kabině.

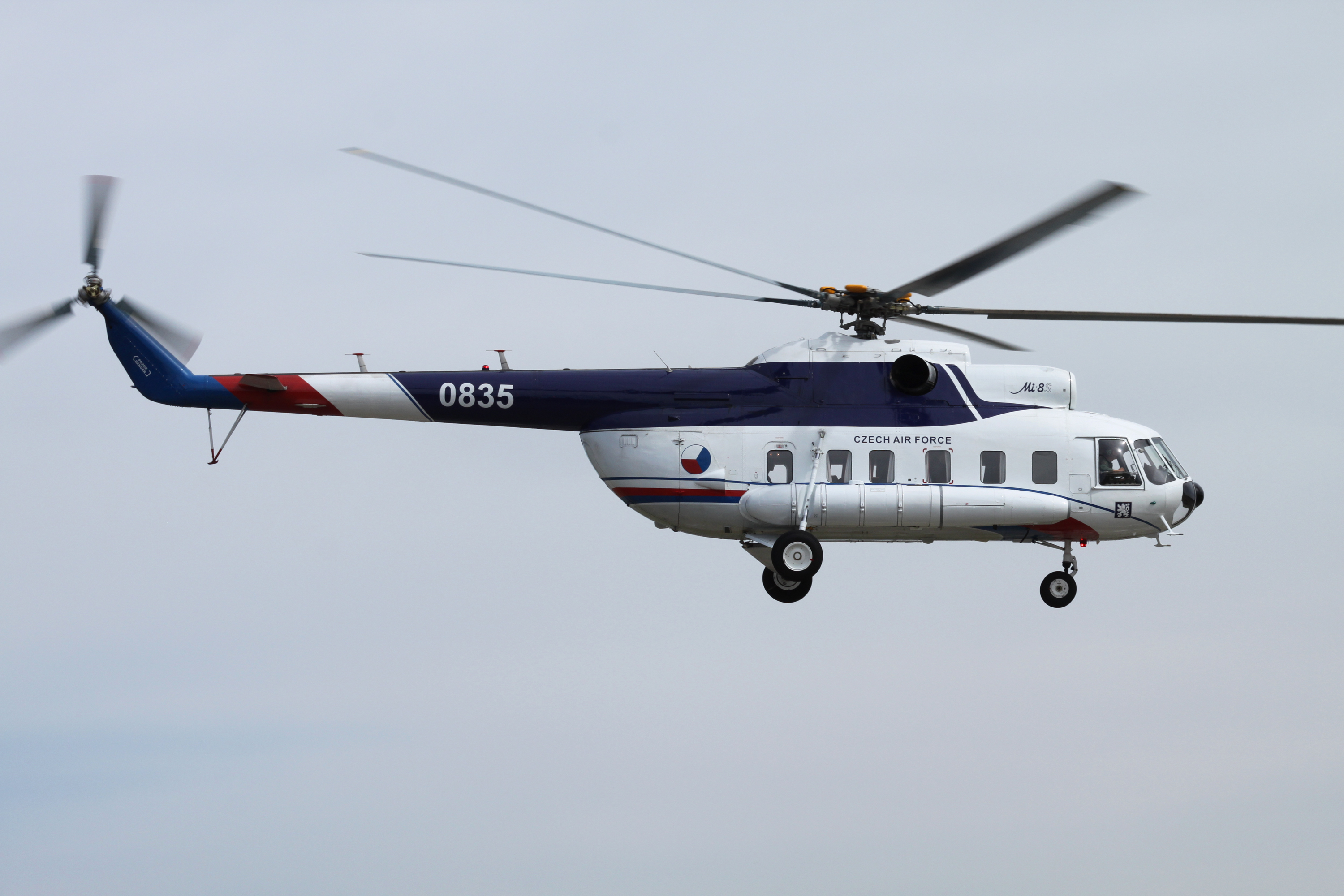
Mi-8S
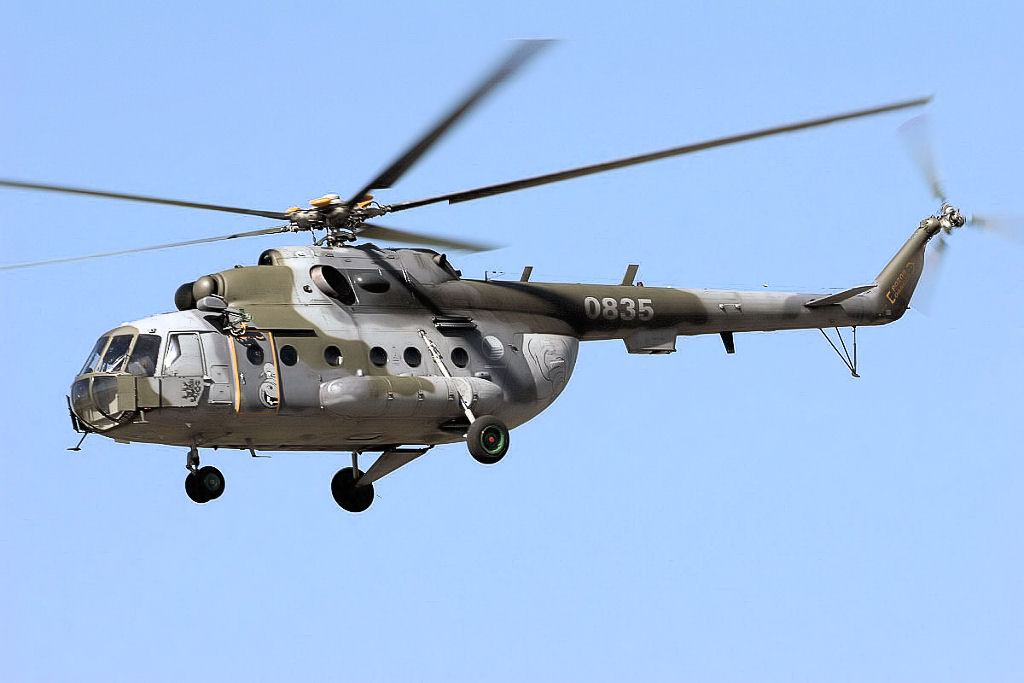
Mi-17
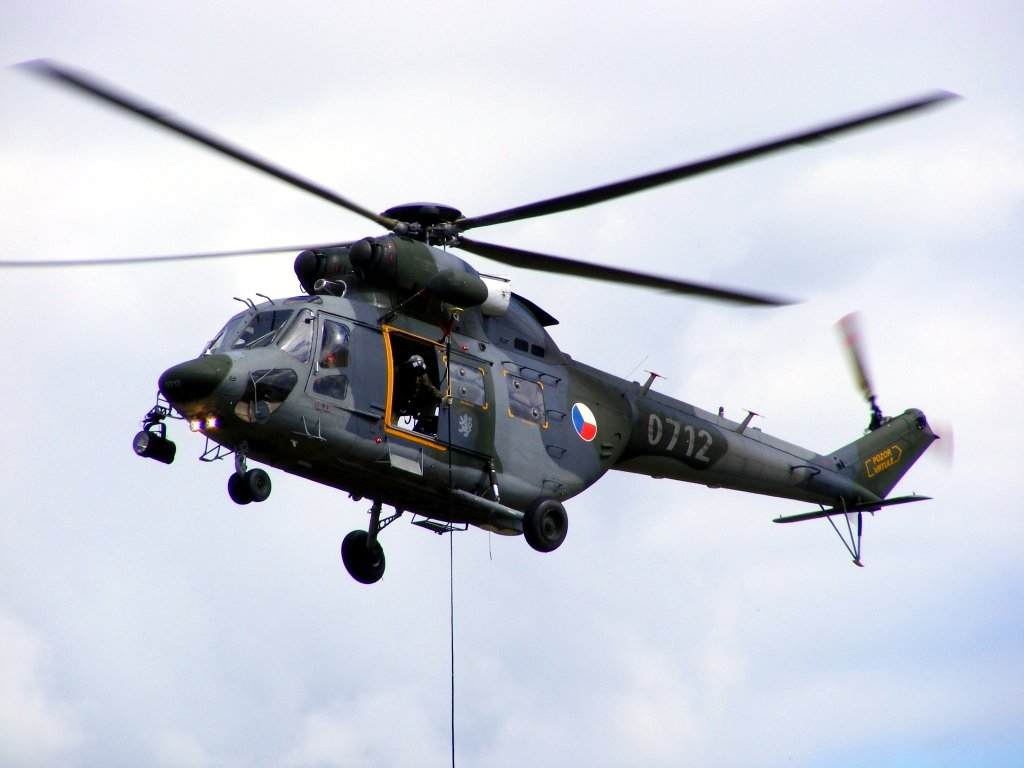
W-3A Sokol

## Pozemní protivzdušná obrana

### Historie

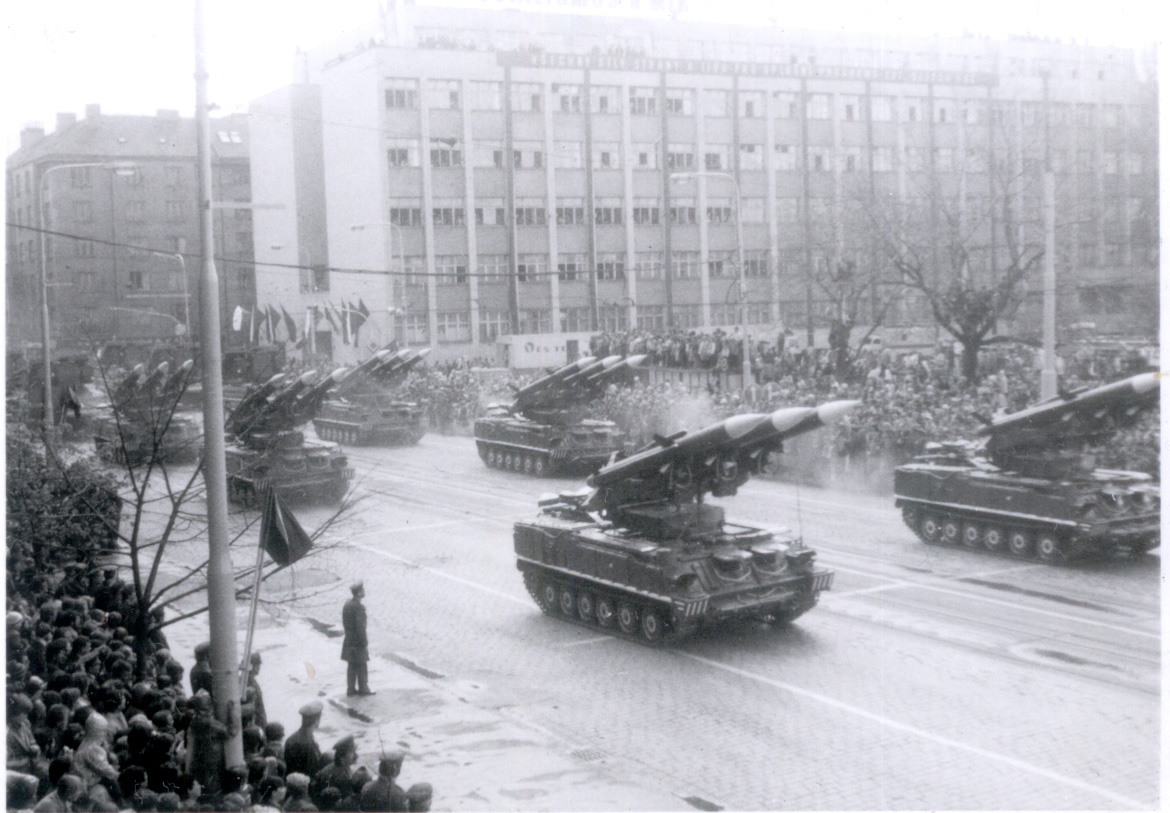
Odpalovací zařízení kompletu Kub na přehlídce v Praze 9. května 1985

Po zániku ČSFR se redukce početních stavů armády nevyhnula ani pozemní protivzdušné obraně. Docházelo k postupnému snižování počtů systémů, opouštění posádek a rušení celých útvarů a jejich raketové výzbroje sovětské provenience. Jednalo se o protiletadlové raketové komplety 2K11 Krug (vyřazeny v roce 1993), S-200 (1997), S-125 (2001), S-75 (2003) a 9K33 Osa (2006). Armáda České republiky vyřadila také všechny protiletadlové kanóny: 57mm S-60 (1994) a 30mm protiletadlové dvojkanóny („ještěrky“) vz. 53/59 (2003).
V souvislosti se vstupem do NATO v roce 1999 byla opuštěna koncepce vlastní protivzdušné obrany celého území státu ve prospěch aliančního systému NATINAMDS a evropského projektu jednotného nebe. Na začátku roku 2000 byla vytvořena 43. protiletadlová raketová brigáda ve Strakonicích, která byla v roce 2003 přejmenována na 25. protiletadlovou raketovou brigádu. Tato jednotka se v období let 2003 až 2006 skládala z 251. protiletadlové raketové skupiny vyzbrojené PLRK 2K12 Kub, 252. protiletadlové raketové skupiny vyzbrojené 9K33 Osa a 9K35 Strela-10 a 253. praporu zabezpečení. Komplet Osa byl v červnu 2006 vyřazen a nahrazen švédským přenosným kompletem RBS-70.
V roce 2015 disponoval 25. protiletadlový raketový pluk Vzdušných sil AČR protiletadlovými raketovými komplety 2K12 M2 KUB (v kódu NATO SA-6 Gainful), protiletadlovými raketovými komplety 9K35M Strela-10M (SA-13 Gopher) a přenosnými PLRK RBS-70 Saab Bofors Dynamics a 9K32M Strela 2M. Životnost raketového kompletu 2K12 KUB končící původně v letech 2021 až 2022 z důvodu životnosti raket byla prodloužena o další tři roky. V rámci obnovy výzbroje došlo v roce 2017 k uzavření smlouvy na pořízení nové generace systému RBS-70 NG opět v počtu 16 kusů a po jejich dodání v roce 2020 pak došlo k vyřazení kompletů S-10M. Pro jejich převoz byla v roce 2022 pořízena nová vozidla Tatra 815-7 6x6 s lepší průchodností oproti předchozím Tatrám 810 používaným pro první RBS-70.

### Modernizace
V září 2020 začala česká vláda vyjednávat s výrobcem izraelského SPYDERu o zakoupení 4 baterií tohoto systému (celkem 16 mobilních odpalovacích zařízení, 4 radiolokátory a 4 velitelské moduly na podvozku Tatra 815-7 8x8) o celkové hodnotě 10 miliard Kč. V říjnu 2023 byla na základě souhlasu vlády uzavřena smlouva na pořízení 48 raket I-Derby Long Range s dálkovým dosahem až 80 km ve výšce 20 km pro pořizované komplety SPYDER v hodnotě 2,8 miliardy Kč s opcí na další až stovky střel v 6 kategoriích pro tyto komplety v hodnotě až 12,6 mld Kč, přičemž na dodávkách budou spolupracovat i české společnost RETIA a VTÚ.
V květnu 2025 shválilo kolegium ministerstva obrany pořízení 3 baterií mobilních systémů RBS 70 NG na vozidlech SVOS MARS 4x4 (24 vozidel) a 8 kusů, tedy 1 baterie přenosných systémů RBS 70 NG a také 80 raket pro tento sytém. Podpis smlouvy v hodnotě 4,2 miliardy Kč bez DPH se očekává v červenci 2025.

## Radiotechnické vojsko

### Působnost

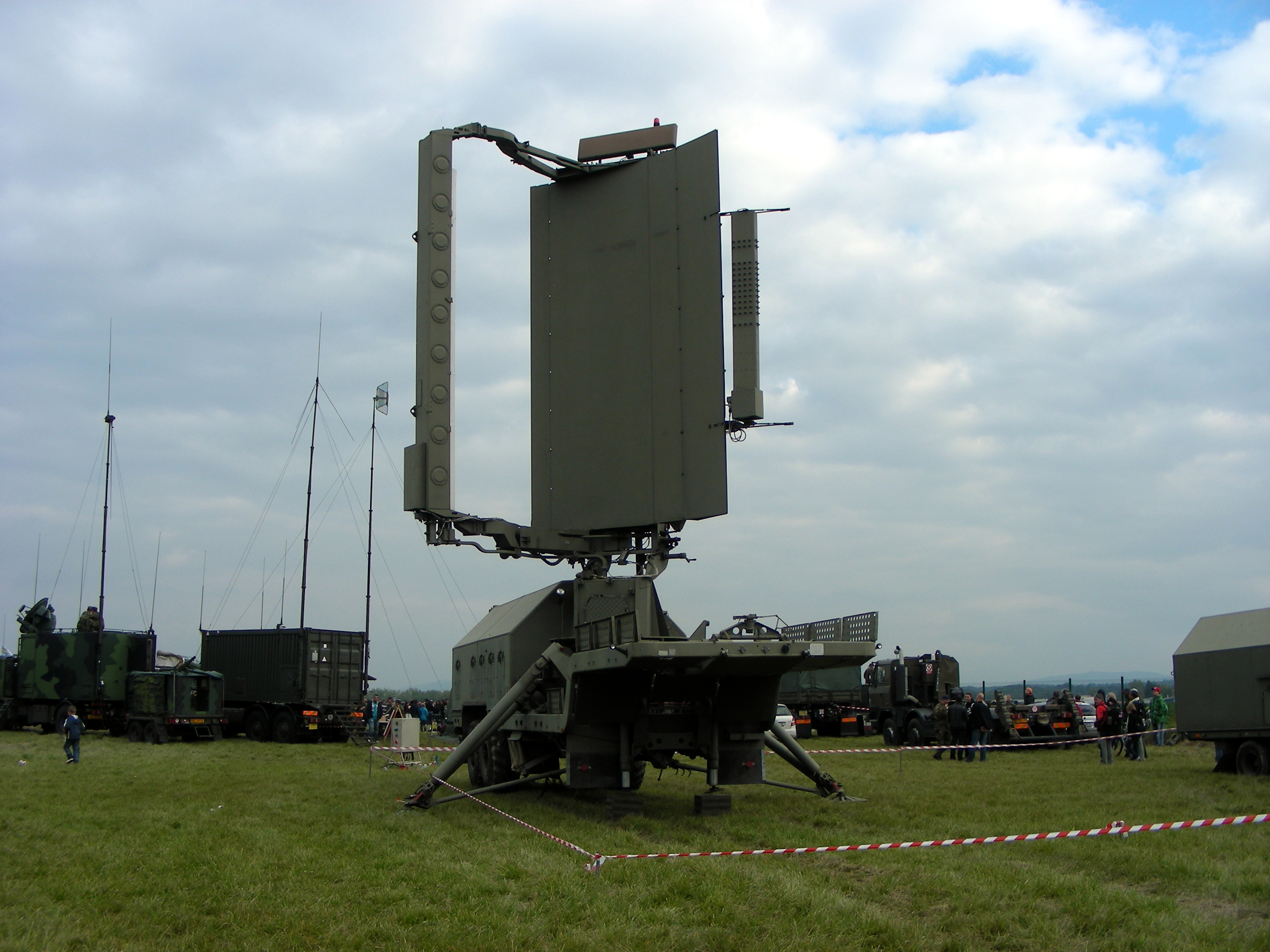
3D radiolokátor ST-68U CZ

Radiotechnické vojsko zabezpečuje nepřetržité radiolokační pokrytí vzdušného prostoru do výšky 30 km. Tento úkol zajišťuje zejména 26. pluk velení, řízení a průzkumu s velitelstvím ve Staré Boleslavi, jemuž je podřízeno celkem sedm radiotechnických rot monitorujících celé území České republiky. Cíle ve výškách nad 3000 m sleduje především (nikoli výhradně) dvojice stacionárních radarů RAT-31 DL v rámci páteřní radiolokační sítě integrovaného systému protivzdušné obrany NATINAMDS, zatímco vzdušný prostor pod touto hranicí se nachází v zóně odpovědnosti ČR.
Výstupy z vojenských i civilních radiolokátorů a vojenských pasivních sledovacích systémů (např. Věra) jsou zpracovávány ve Staré Boleslavi ve středisku řízení a uvědomování (Control and Reporting Centre) a výsledné informace o vzdušné situaci jsou posílány na nadřízené stupně velení, včetně aliančního systému NATINAMDS. Vzdušné síly AČR také využívají schopnosti vzdušného průzkumu systému AWACS v rámci programu NATO Airborne Early Warning and Control (NAEW&C), na němž se od roku 2011 podílí i Česká republika.

### Modernizace
Schopnost radiolokačního pokrytí pod 3 km měla být podle Koncepce výstavby AČR 2025 rozšířena pořízením mobilních 3D radiolokátorů nové generace (MADR) v nepřetržitém provozu a odolných proti rušení. Podle původních plánů ministerstva obrany měla být do poloviny roku 2015 vypsána veřejná obchodní soutěž v hodnotě cca 3,5 mld. Kč s cílem pořídit 10 systémů MADR, v roce 2016 však ministerstvo počítalo s nákupem (uzavřeným na mezivládní úrovni) celkem 8 systémů MADR, přičemž 5 radarů mělo sloužit pro sledování vzdušného prostoru státu a 3 jako záložní nebo pro raketovou PVO. V červenci 2015 byla potenciálním dodavatelům zaslána oficiální žádost o informace. Záměr ucházet se o kontrakt projevil britský BAE Systems (s radarem Commander SL), izraelská ELTA (ELM-2084 MMR), švédský Saab (Giraffe 4A) a francouzský ThalesRaytheonSystems (Ground Master 400). Dodávky radarů s požadovanou logistickou podporou do roku 2041 by měly proběhnout v letech 2017 až 2021. Ministerstvo obrany vyzvalo v květnu 2016 vlády Francie, Izraele, Švédska a Velké Británie k podání nabídek na dodávku 8 radiolokátorů MADR. Velká Británie nicméně oznámila, že se již soutěže dále nebude účastnit, protože britské řešení ne zcela odpovídá požadavkům AČR. Komise ministerstva obrany upřednostňovala podle mediálních zpráv z konce listopadu 2016 nabídku izraelské společnosti IAI Elta Systems ve spolupráci s Czechoslovak Group. Do konce roku 2017 však nebyla smlouva uzavřena a nově jmenovaná ministryně obrany Karla Šlechtová plánovala nákup radarů MADR prověřit. Šlechtová následně oznámila, že ministerská inspekce zjistila u některých dosud neukončených zakázek závažná pochybení. Podle bezpečnostního výboru NATO nemohou být izraelské radary zapojeny do aliančního systému PVO. Tento problém byl vyřešen a radary prošly fází vojskových zkoušek v roce 2022 a do konce roku 2023 bylo do výzbroje 26. pluku velení a řízení zařazeno všech 8 kusů. Další radiolokátory tohoto typu by měly být součástí dodávky systému SPYDER.

## Koncepce a plány

### Koncepce dopravního a vrtulníkového letectva
Vláda Jiřího Rusnoka schválila dne 27. listopadu 2013 Koncepci dopravního a vrtulníkového letectva s výhledem do roku 2025. Koncepce se kriticky vyjadřovala ke stavu letectva, které v důsledku úsporných opatření nemělo prostředky na nezbytné opravy vrtulníků nebo na rekonstrukci leteckých základen. Pro 241. dopravní letku dokument navrhoval pořízení dalšího letounu Airbus A319, který by nahradil dva sovětské stroje Jakovlev Jak-40 s končící technickou životností. Dopravní letectvo mělo být po roce 2020 modernizováno též nákupem dvou středních dopravních letadel: v roce 2010 se uvažovalo například o brazilském Embraer KC-390, na jejichž výrobě se podílí též Aero Vodochody. Přestože Česká republika podepsala předběžnou smlouvu o koupi dvou těchto strojů, ministr obrany Martin Stropnický na jednání v Brazílii v dubnu 2015 akvizici nepotvrdil. Podle velitele vzdušných sil Petra Hromka (ve funkci od 1. května 2018) není akvizice KC-390 s ohledem na finanční možnosti na pořadu dne.
Konec životnosti bitevních vrtulníků Mi-24V po roce 2016 a omezenou provozuschopnost záchranných vrtulníků PZL W-3A Sokol (z letky deseti Sokolů byla v roce 2013 v provozu zhruba polovina) měla vyřešit akvizice víceúčelových helikoptér, které jsou využitelné jak pro účely bojových operací, tak pro leteckou záchrannou službu a službu pátrání a záchrany na území České republiky. Obměna vrtulníků měla v budoucnu proběhnout i u 243. vrtulníkové letky, nicméně prozatím se počítalo se zachováním helikoptéry Mi-8 ve VIP úpravě, kterou cestuje prezident či ministři. Dokument také upozorňoval, že nedostatek peněz špatně motivuje vojáky k dalšímu setrvání v armádě a letectvo se tak potýká s nedostatkem kvalitně vycvičeného personálu.
Záměr nahradit dosluhující letouny Jakovlev Jak-40 třetím strojem Airbus A319 označil ministr obrany Martin Stropnický po jeho nástupu do funkce za „docela šílený plán“, přičemž hodlal více využívat komerční linky. Podle ministra by také některé delegace mohly cestovat transportními letouny CASA. V důsledku války na východní Ukrajině se však podle Stropnického změnilo bezpečnostní prostředí v sousedství České republiky a proto se znovu uvažovalo o třetím letounu pro „vládní letku“. Ministr také oznámil úmysl vypsat tendr až do výše 7 miliard korun na nepravidelnou leteckou, lodní a železniční dopravu po dobu sedmi let.

### Koncepce výstavby AČR 2025

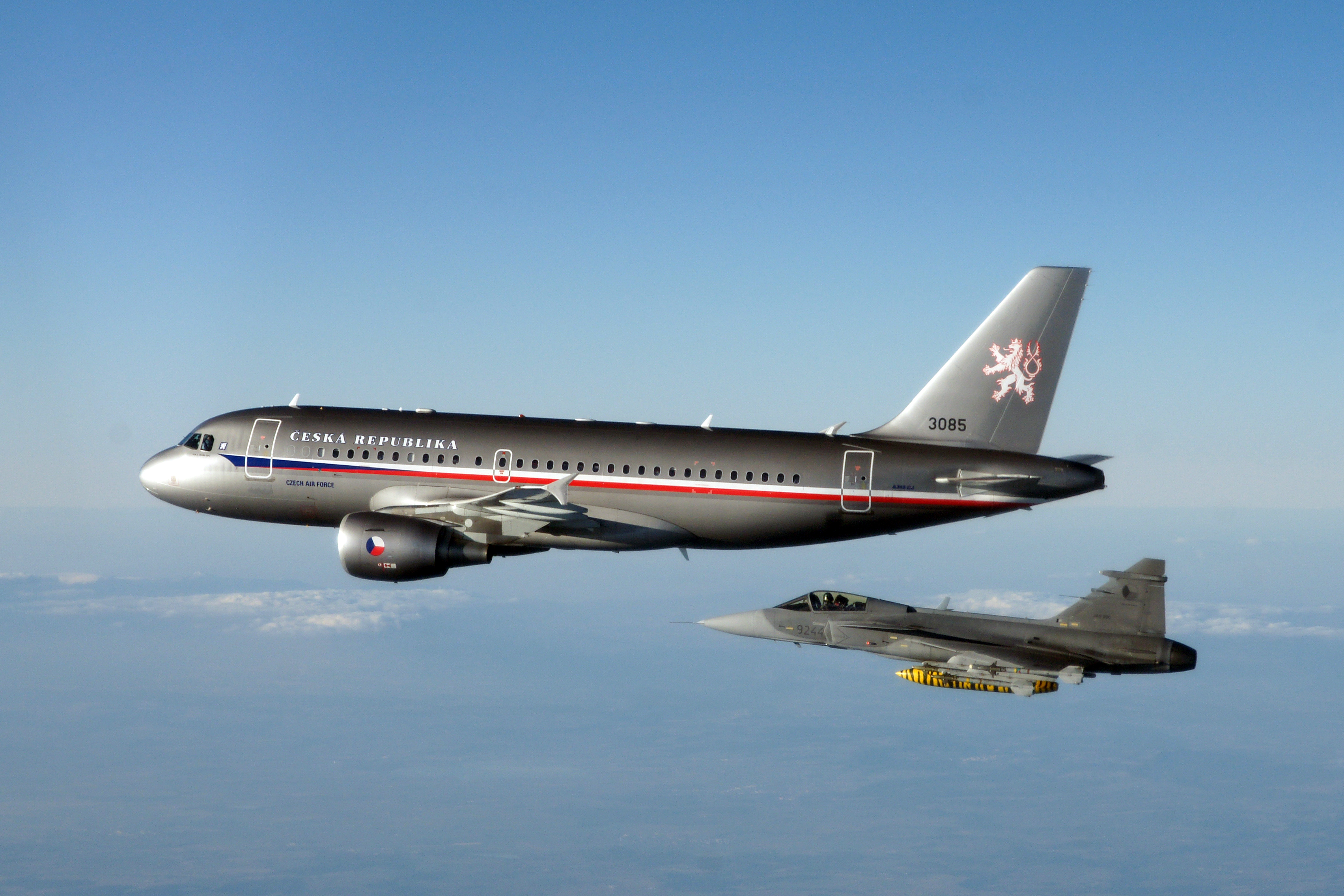
Airbus A319 a JAS-39

Tento strategický dokument, schválený vládou dne 21. prosince 2015, definuje požadovaný stav Armády České republiky v roce 2025. Vzdušné síly by podle této koncepce měly ve stanoveném období:
- získat schopnost provádět údery nadzvukovým taktickým letectvem na pozemní cíle přesně naváděnou municí;
- rozhodnout o dalším pronájmu nebo akvizici nadzvukových stíhacích letounů;
- zabezpečit výcvik pilotů taktického letectva na strojích L-39 a L-159;
- pořídit víceúčelový vrtulník se schopností palby pomocí přesně naváděné munice;
- rozhodnout o potřebě pořízení bitevních vrtulníků;
- dokončit projekt modernizace vrtulníků Mi-171Š;
- před ukončením technické životnosti vrtulníků Mi-8/17 rozhodnout o jejich náhradě 4 novými transportními vrtulníky;
- získat schopnost přepravy materiálu pořízením 2 středních transportních letounů;
- nahradit letouny Jak-40 v závislosti na ukončení jejich provozu typem schopným rozšířit přepravní kapacity ve prospěch pozemních sil;
- pořídit protiletadlové raketové systémy krátkého a středního dosahu.[115]

### Modernizace AČR do roku 2027
Náčelník Generálního štábu Aleš Opata představil na setkání s novináři dne 18. června 2018 program modernizace Armády České republiky. Do roku 2027 má armáda na nákup a modernizaci techniky vynaložit více než 100 miliard korun. Pro vzdušné síly se předpokládalo:
- náhrada Mi-24V/35 novými víceúčelovými vrtulníky;
- modernizace letounů CASA C-295M;
- nákup 2 letounů C-295W, které zabezpečí i přepravu ústavních a vládních činitelů a nahradí tak v plnění úkolů letouny Jak-40;
- pro letouny JAS 39 Gripen:
  - do roku 2020: schopnost ničení pozemních cílů přesně naváděnou municí, modernizace identifikačního módu odpovídače na standard IFF mode 5, pořízení závěsníků standardu NATO, laserového průzkumného a zaměřovacího kontejneru, brýlí nočního vidění a utajovaného hlasového a datového spojení;
  - do roku 2025: integrace nových typů protiletadlových řízených střel krátkého i středního dosahu a zvýšení schopnosti podpory pozemních sil v ničení pozemních cílů zavedením letecké munice naváděné GPS;
- akvizice protiletadlových kompletů kategorie SHORAD (Short Range Air Defence);
- pořízení radiolokátorů typu MADR (Mobile Air Defence Radar);
- náhrada radiolokační techniky na vojenských letištích, včetně zabezpečení přenosu a distribuce radarových dat pro systémy řízení letového provozu.[63]

## Personál

### Výcvik
Příslušníci létajícího personálu Vzdušných sil AČR začínají svou kariéru studiem na Univerzitě obrany a po absolvování základního testovacího výcviku v Centru leteckého výcviku v Pardubicích jsou studenti rozřazeni k jednotlivým typům letecké techniky. Příslušnost nových pilotů k taktickému, dopravnímu nebo vrtulníkovému letectvu určují kromě hodnocení instruktorů především aktuální potřeby vzdušných sil dané Odborem vojenského letectví ministerstva obrany. Letci jsou následně formálně zařazeni k jednotlivým letkám a v Pardubicích jsou přeškoleni na konkrétní typ letadla. Piloti taktického letectva postupují k pokračovacímu výcviku u 213. letky na základně v Čáslavi na letounech L-39 a L-159. Po ukončení tohoto výcviku si nejlepší piloti mohou vybrat, zda chtějí zůstat na bitevníku ALCA nebo přejít na nadzvukové letouny JAS-39 Gripen. V takovém případě jim je v té době 32 až 33 let, což převyšuje průměr zemí NATO a velení letectva proto plánuje do roku 2025 systém výcviku stíhacích pilotů změnit.

### Mužstvo, poddůstojníci a praporčíci

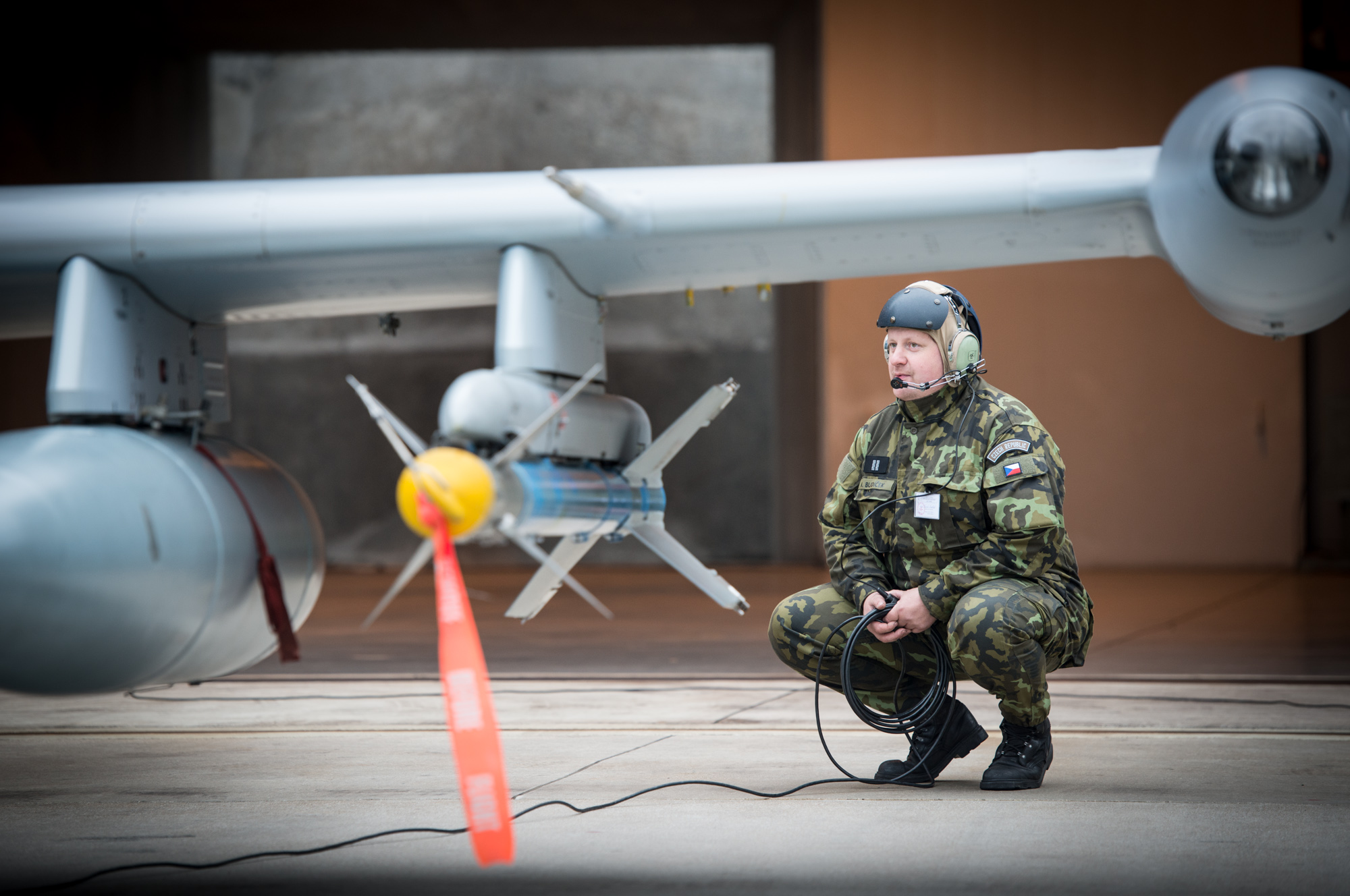
Nadrotmistr z řad pozemního personálu čáslavské základny

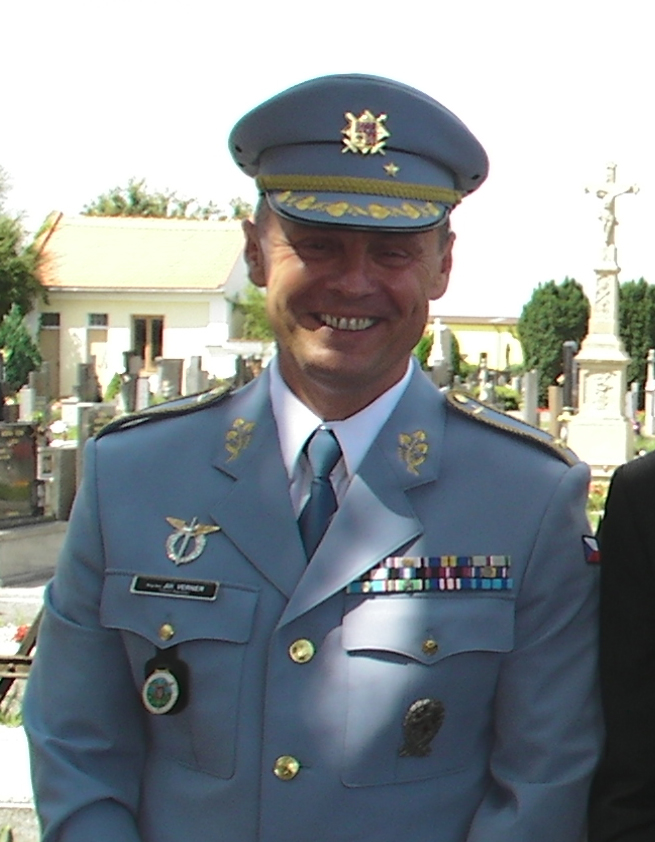
Brig. gen. Jiří Verner, velitel VzS AČR v letech 2009–2013

|      | Mužstvo | Mužstvo   | Poddůstojníci | Poddůstojníci | Poddůstojníci | Praporčíci | Praporčíci  | Praporčíci | Praporčíci   | Praporčíci       |
| ---- | ------- | --------- | ------------- | ------------- | ------------- | ---------- | ----------- | ---------- | ------------ | ---------------- |
| VzS  |         |           |               |               |               |            |             |            |              |                  |
|      | vojín   | svobodník | desátník      | četař         | rotný         | rotmistr   | nadrotmistr | praporčík  | nadpraporčík | štábní praporčík |
| OR-1 | OR-1    | OR-2      | OR-3          | OR-4          | OR-5          | OR-6       | OR-7        | OR-8       | OR-9         |                  |

### Důstojníci a generálové
|      | Nižší důstojníci | Nižší důstojníci | Nižší důstojníci | Vyšší důstojníci | Vyšší důstojníci | Vyšší důstojníci | Generálové       | Generálové   | Generálové     | Generálové |
| ---- | ---------------- | ---------------- | ---------------- | ---------------- | ---------------- | ---------------- | ---------------- | ------------ | -------------- | ---------- |
| VzS  |                  |                  |                  |                  |                  |                  |                  |              |                |            |
|      | poručík          | nadporučík       | kapitán          | major            | podplukovník     | plukovník        | brigádní generál | generálmajor | generálporučík |            |
| OF-1 | OF-1             | OF-2             | OF-3             | OF-4             | OF-5             | OF-6             | OF-7             | OF-8         |                |            |

### Zajímavosti
- Prvním českým pilotem, který absolvoval přeškolení a výcvik na letoun AWACS Boeing E-3 Sentry v rámci české účasti v programu NAEW&C,[pozn. 1] se v roce 2009 stal major Milan Vojáček.[119]
- Během mise Baltic Air Policing 2012 se kapitán Pavel Pavlík z 211. taktické letky stal prvním aliančním stíhacím pilotem, který od dob stažení sovětských vojsk z Estonska přistál s nadzvukovým letounem na nově zrekonstruovaném letišti estonské armády v Ämari.[120]
- První pilotkou proudových bojových letounů u českých vzdušných sil se stala nadporučice Kateřina Hlavsová, která v roce 2012 prošla přeškolením z letounu L-39 Albatros na bitevník L-159 Alca.[121][122]
- Pilot L-159 nadporučík Zbyněk Abel byl vyznamenán armádní medailí Za zásluhy za rozhodnost a mimořádnou odvahu, když 28. října 2015 bezpečně přistál s letounem vážně poškozeným srážkou se supem během cvičení ve Španělsku.[123][124]

## Znaky a insignie
Výsostné znaky Vzdušných sil AČR se shodují s konečnou verzí československé vojenské kokardy, která se používá od prosince 1926. Dělí se na tři stejné klíny bílé, červené a modré barvy, přičemž modrý je vždy vepředu a bílý směřuje nahoru nebo od středu označovaného stroje. Lemování znaku je většinou bílé nebo modré, červené není příliš obvyklé. Po druhé světové válce se tato kokarda rozšířila i na pozemní techniku a dodnes je jako tzv. národní rozlišovací znak užívána Armádou České republiky. Od 5. listopadu 1999 se používá i nebarevná stínovaná neboli taktická varianta, která má méně demaskující efekt. Symbolika leteckých základen Vzdušných sil AČR vychází ze znaků leteckých pluků československé armády. Podobnost s označením z období první republiky se projevuje také na znaku Správy letiště Pardubice, kde byla tradiční symbolika skloubena se symbolikou typickou pro Pardubice, tj. přední polovinou koně.